# Liste der Stolpersteine in Bad Brückenau

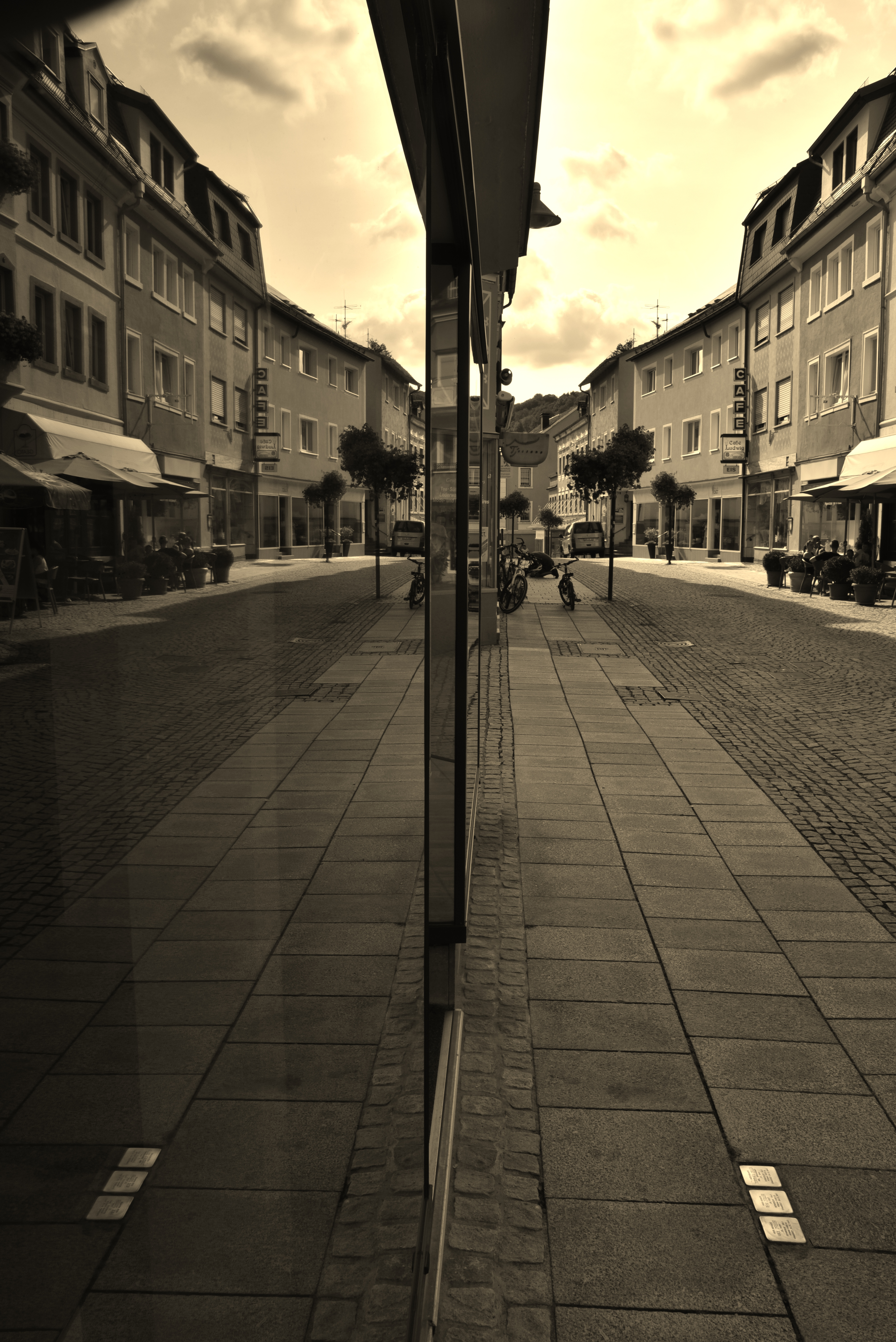
Stolpersteine in der Ludwigstraße

Diese Liste der Stolpersteine in Bad Brückenau enthält die Stolpersteine, die im Rahmen des gleichnamigen Kunstprojekts von Gunter Demnig in der unterfränkischen Stadt Bad Brückenau verlegt wurden. Mit ihnen soll Opfern des Nationalsozialismus gedacht werden, die in Bad Brückenau lebten und wirkten. Die 10 cm × 10 cm × 10 cm großen Betonquader mit Messingtafel sind in den Bürgersteig vor jenen Häusern eingelassen, in denen die Opfer einmal zu Hause waren. Die Inschrift der Tafel gibt Auskunft über ihren Namen, ihr Alter und ihr Schicksal. Die Stolpersteine sollen dem Vergessen der Opfer der nationalsozialistischen Gewaltherrschaft entgegenwirken.
Die Initiative für die Verlegung der ersten Stolpersteine in Bad Brückenau 2018 ging von Oberstufenschülern des Bad Brückenauer Franz-Miltenberger-Gymnasiums aus, die im Rahmen des Projektseminars „Jüdisches Leben in Brückenau. Erinnerung - Mahnung - Auftrag“ unter der Leitung von Dirk Hönerlage die 26-seitige Broschüre „Jüdisches Leben in Brückenau“ entwarfen und durch ihr Engagement den Stadtrat von Bad Brückenau überzeugten, der Verlegung zuzustimmen. Knapp zehn Jahren zuvor war dies noch abgelehnt worden. Mit der siebten Verlegung am 28. Juli 2024 ist nach aktuellem Stand aller Bad Brückenauer Juden gedacht, die im nationalsozialistischen Terror in Deutschland ums Leben kamen.

## Verlegte Stolpersteine
In Bad Brückenau wurden an fünfzehn verschiedenen Adressen 46 Stolpersteine verlegt.
| Stolperstein                                   | Inschrift | Verlegeort                                      | Name, Leben |
| ---------------------------------------------- | --- | ----------------------------------------------- | --- |
| Stolperstein Bad Brückenau. Wilhelmine Binheim | HIER WOHNTE WILHELMINE BINHEIM GEB. KAUFMANN JG. 1865 DEPORTIERT 1942 THERESIENSTADT 1942 TREBLINKA ERMORDET                                            | Wernarzer Straße 7                              | Wilhelmine Binheim, genannt „Mina“, wurde am 4. November 1865 in Unterleichtersbach als erstes Kind von Löb Kaufmann und seiner Ehefrau Adelheid, geb. Löb, geboren. Sie hatte zwei jüngere Brüder: Isidor, geboren 1869, der 1876 im Kindesalter starb und Josef, geboren 1872, der 1943 im Holocaust ermordet wurde. Im Jahre 1871 löste sich die jüdische Gemeinde Unterleichtersbach auf; die wenigen am Ort verbliebenen Glaubensgenossen schlossen sich der Gemeinde Brückenau an. 1876 gründete Löb Kaufmann in Wernarz/Brückenau Bad ein Hotel. Wilhelmine heiratete am 22. April 1895 in Brückenau Martin Binheim, geboren am 5. Januar 1866 in Duingen bei Hildesheim als jüngstes Kind der Eheleute Levi Selig und Helene Binheim, geb. Frank. Er war von Beruf, wie sein Vater, Metzger, und ließ sich in Brückenau in der Unteren Badersgasse nieder. Dass er in seiner neuen Heimat gesellschaftlich integriert war, zeigt sich zum Beispiel daran, dass er Mitglied im Rhönclub und im Turnverein war. Martin Binheim wurde – vermutlich im Jahr 1900 zeitgleich mit seinem Schwager Josef – Mitinhaber des Hotels Kaufmann. Am 28. Februar 1899 brachte Wilhelmine die gemeinsame Tochter Helene in Brückenau zur Welt; die Familie lebte nicht auf dem Hotelgelände im Ortsteil Bad, sondern blieb in der Stadt wohnen. Am 21. September 1924 starb Martin Binheim. Er wurde auf dem neuen Friedhof in Brückenau beigesetzt; es war dort die erste Lewaja. 1933 heiratete Helene in Bad Kissingen Bernhard Königsberger und zog zwei Jahre später zu ihm nach München. Ihre verwitwete Mutter beschloss, unabhängig von ihrer Bindung an das elterliche Hotel, nach der Reichspogromnacht zu ihrer Tochter nach München zu ziehen und war dort ab 20. Dezember 1938 in der Wendl-Dietrich-Str. 8 gemeldet. Ab dem 5. April 1939 lautete die Adresse Pettenbeckstraße 6/III. Seit dem 11. November 1941 – nur ein paar Tage vor der Deportation ihrer Tochter und ihres Schwiegersohnes – lebte sie in einem Altenheim der Israelitischen Kultusgemeinde in der Klenzestraße 4. Bereits im Mai 1939 hatte sie den Verkauf ihres Anwesens in Brückenau, Untere Badersgasse mit einer Auflassungsvormerkung im Grundbuch zugunsten eines einheimischen Bademeisters und seiner Ehefrau auf den Weg gebracht und dann im Sommer 1940 das „Wohnhaus mit Keller, Wurst- und Waschküche und Hofraum“ sowie einen „Grasgarten“ notariell übereignet. Ein Jahr später, am 7. Mai 1941, veräußerte Wilhelmine Binheim gemeinsam mit ihrem Bruder Josef und ihrer Tochter Helene auch das Hotel Kaufmann in Brückenau Bad. Am 24. Juni 1942 beschlagnahmte die Stadt München das Altenheim in der Klenzestraße. Einen Tag später wurde Wilhelmine Binheim von München nach Theresienstadt deportiert (Transport II/10, Nr. 468); am 19. September 1942 dann ins Vernichtungslager Treblinka verbracht (Transport Bo, Nr. 1215) und nach Ankunft im Lager ermordet. |
|                                                | HIER WOHNTE BERNHARD FRANK JG. 1898 UNFREIWILLIG VERZOGEN FRANKFURT M. DEPORTIERT 1942 MAJDANEK ERMORDET 10.7.1942                                      | Ludwigstraße 16                                 | Bernhard Frank wurde am 1. März 1898 in Brückenau als Sohn von Max Meir Frank (1869–1907) – der aus Schondra nach Brückenau gezogen war und am 7. August 1893 das Bürgerrecht erhielt – und seiner Frau Hannchen (Hannah), geb. Feuchtwanger (* 1870). Er hatte zwei Schwestern: Lilli (1894–1960) und Fany Fegele (1904–1949). Nach dem Tod seines Vaters Max Frank (1870 – 1907) leitete die Mutter das Manufakturengeschäft in der Ludwigstraße. Im Oktober 1922 ehelichte Bernhards Schwester Fanny Simon Bloch und das Paar übernahm den Familienbetrieb. Im Januar 1926 heiratete Bernhard Frank Selma Sara Löwenthal (1892–1942), Tochter von Moshe Löwenthal und Jenny Scheindle Löwenthal aus Ronsdorf; doch hielt die Ehe nicht lange. Das Paar ließ sich im März 1927 scheiden. Im Sommer 1933, kurz nach der sogenannten Machtergreifung, verließ die Familie Brückenau. Simon Bloch ging mit seiner Familie nach Wolfisheim bei Straßburg/Frankreich, Hannchen Frank nach Frankfurt/Main in die Weberstraße 7/I, wohin auch Bernhard zog. Wohl um das Jahr 1940 siedelte Hannchen in die Schweiz über, wo Bernhards Schwester Lilli, verheiratete Rosenbaum, lebte. Bernhard war zuletzt in Frankfurt/Main in der Hölderlinstraße 2 gemeldet. Wie aus einer Transportliste der Gestapo hervorgeht, wurde Bernhard Frank am 10. Juni 1942 nach Osten deportiert. Am 10. Juli 1942 wurde er im Vernichtungslager Majdanek ermordet. Auch seine Ex-Ehefrau wurde am 9. Oktober 1942 im Auschwitz im Zuge der Shoah ermordet. |
|                                                | HIER WOHNTE FERDINAND FRÖHLICH JG. 1898 'SCHUTZHAFT' 1938 DACHAU DEPORTIERT 1941 KOWNO FORT IX ERMORDET 25.11.1941                                      | Ludwigstraße 18                                 | Ferdinand Fröhlich wurde am 25. August 1898 in Greußenheim/Würzburg geboren. Seine Eltern waren David Fröhlich (1863–1930) und dessen Ehefrau Babette, geb. Froehlich (* 1865). Ferdinand hatte vier Schwestern. Er zog als junger Mann am 1. Januar 1921 von Greußenheim nach Brückenau, wo er Selma Goldschmidt kennenlernte. Die Tochter von Leopold Goldschmidt (1863–1931) und seiner Frau Tirza, geb. Lion, (1866–1925) kam am 12. August 1901 in Brückenau zur Welt. Sie hatte vier Brüder: Max (1892–1941) – er übernahm später das elterliche Geschäft –, Isaak (1893–1942), Emil (1897–1918) und Alfred (1903–1961). Am 12. Juli 1929 heirateten Ferdinand und Selma Fröhlich in Brückenau, wo am 27. September 1932 ihr Sohn Herbert David geboren wurde. Ferdinand Fröhlich war Kaufmann. Er übernahm in den 1920er Jahren das Schuhhaus „J. Adler“ in der Ludwigstraße, gegründet von Issak und Amanda Adler. Damit wurde er Inhaber einer Schuh-/Leder- und Maschinenhandlung. Wie Zeitzeugen aussagten, wurden im Zuge der sogenannten Reichspogromnacht am 10. November 1938 Selma und Ferdinand Fröhlich vorübergehend verhaftet; ihr kleiner Sohn lief unterdessen verloren und weinend auf der Straße umher, erlitt einen Zusammenbruch, aber keiner kümmerte sich um ihn. Ferdinand wurde vom 25. November 1938 bis zum 11. Februar 1939 im Konzentrationslager Dachau interniert. Am 22. Februar 1939 verzog die Familie nach Frankfurt am Main in die Uhlandstraße 58/I. Hier fanden kurzfristig auch weitere jüdische Bürger aus Brückenau eine Bleibe: Selmas Bruder Max Goldschmidt (* 28. Juli 1892 in Züntersbach), dessen Ehefrau Sybilla Goldschmidt (* 18. Februar 1891 in Mittelstreu) und ihr gemeinsamer Sohn Ludwig Goldschmidt (* 15. August 1923 in Brückenau). Familie Fröhlich wurde am 22. November 1941 bei der dritten großen Deportation aus Frankfurt in den Osten verbracht. Statt, wie ursprünglich angegeben, nach Riga fuhr der Zug nach Kowno (Kauen) Fort IX ins besetzte Litauen, was mit der Überfüllung des Ghettos in Riga begründet worden war. Am 25. November 1941 wurden alle aus Frankfurt Deportierten vom Einsatzkommando 3 der Einsatzgruppe A des Befehlshabers der Sicherheitspolizei und des SD im Fort IX außerhalb der Stadt erschossen. Ferdinands Schwester Ida überlebte die Shoah. Im Jahr 1970 übermittelte sie die Todesfallmeldung an Yad Vashem. Sie hieß damals Ida Frank und lebte in Flushing, N.Y. |
|                                                | HIER WOHNTE HERBERT DAVID FRÖHLICH JG. 1932 DEPORTIERT 1941 KOWNO FORT IX ERMORDET 25.11.1941                                                           | Ludwigstraße 18                                 | Herbert David Fröhlich wurde am 27. September 1932 in Brückenau als Sohn von Ferdinand Fröhlich (1898–1941) und Selma, geb. Goldschmidt, (1901–1941) geboren. Wie Zeitzeugen aussagten, wurden im Zuge der sogenannten Reichspogromnacht am 10. November 1938 Selma und Ferdinand Fröhlich vorübergehend verhaftet; ihr kleiner Sohn lief unterdessen verloren und weinend auf der Straße umher, erlitt einen Zusammenbruch, aber keiner kümmerte sich um ihn. Im Februar 1939 übersiedelte die Familie nach Frankfurt am Main (zeitgleich mit Herbert Davids Onkel Max Goldschmidt, Tante Sybilla und deren Kindern in offensichtlich dieselbe Wohnung: Uhlandstraße 58/1). Die Familien Fröhlich und Goldschmidt wurden am 22. November 1941 bei der dritten großen Deportation aus Frankfurt in den Osten verbracht. Statt, wie ursprünglich angegeben, nach Riga fuhr der Zug nach Kowno (Kauen) Fort IX ins besetzte Litauen, was mit der Überfüllung des Ghettos in Riga begründet wurde. Am 25. November 1941 wurden alle aus Frankfurt Deportierten vom Einsatzkommando 3 der Einsatzgruppe A des Befehlshabers der Sicherheitspolizei und des SD im Fort IX außerhalb der Stadt erschossen. |
|                                                | HIER WOHNTE SELMA FRÖHLICH GEB. GOLDSCHMIDT JG. 1901 DEPORTIERT 1941 KOWNO FORT IX ERMORDET 25.11.1941                                                  | Ludwigstraße 18                                 | Selma Fröhlich kam am 12. August 1901 in Brückenau zur Welt. Sie war die Tochter von Leopold Goldschmidt (geboren 1863 in Heubach, gestorben 1931 in Brückenau) und seiner Frau Tirza, geb. Lion (geboren 1866 in Steinach, gestorben 1925 in Brückenau). Sie hatte vier Brüder: Max (1892–1941), Isaak (1893–1942), Emil (1897–1918) und Alfred (1903–1961). Selmas Vater, seit 1899 in Brückenau lebend, hatte in der Unterhainstraße einen Laden, wo es Farben, Lacke und Tapeten, aber auch Seefische zu kaufen gab. Ab Mai 1908 besuchte Selma die Brückenauer Volksschule. Selma heirate am 12. Juli 1929 Ferdinand Fröhlich (1898–1941), der in den 1920er Jahren das Schuhhaus „J. Adler“ in der Ludwigstraße, gegründet von Issak und Amanda Adler, übernommen hatte. Am 27. September 1932 wurde ihr Sohn Herbert David in Brückenau geboren. Wie Zeitzeugen aussagten, wurden im Zuge der sog. Reichspogromnacht am 10. November 1938 Selma und Ferdinand Fröhlich vorübergehend verhaftet; ihr kleiner Sohn lief unterdessen verloren und weinend auf der Straße umher, erlitt einen Zusammenbruch, aber keiner kümmerte sich um ihn. Ferdinand wurde vom 25. November 1938 bis zum 11. Februar 1939 im Konzentrationslager Dachau interniert. Am 22. Februar 1939 verzog die Familie nach Frankfurt am Main in die Uhlandstraße 58/I. Hier fanden kurzfristig auch weitere jüdische Bürger aus Brückenau eine Bleibe: Selmas Bruder Max Goldschmidt (* 28. Juli 1892 in Züntersbach), dessen Ehefrau Sybilla Goldschmidt (* 18. Februar 1891 in Mittelstreu) und ihr gemeinsamer Sohn Ludwig Goldschmidt (* 15. August 1923 in Brückenau). Familie Fröhlich wurde am 22. November 1941 bei der dritten großen Deportation aus Frankfurt in den Osten verbracht. Statt, wie ursprünglich angegeben, nach Riga fuhr der Zug nach Kowno (Kauen) Fort IX ins besetzte Litauen, was mit der Überfüllung des Ghettos in Riga begründet worden war. Am 25. November 1941 wurden alle aus Frankfurt Deportierten vom Einsatzkommando 3 der Einsatzgruppe A des Befehlshabers der Sicherheitspolizei und des SD im Fort IX außerhalb der Stadt erschossen. Selmas ältester Bruder Max Goldschmidt übernahm das elterliche Geschäft. Isaak Goldschmidt lebte mit seiner Familie in Würzburg; er, seine Frau und drei der vier Kinder wurden im April 1942 nach Lublin verschleppt und ermordet. Für ihn und seine Familie wurden in Würzburg Stolpersteine verlegt. Emil Goldschmidt starb im Ersten Weltkrieg. Selmas jüngster Bruder Alfred wanderte 1927 in die USA aus. |
|                                                | HIER WOHNTE SARA FRÖHLICH JG. 1870 DEPORTIERT 1940 GURS ERMORDET                                                                                        | Unterhainstraße 16                              | Sara Fröhlich wurde am 4. Januar 1870 als Tochter der Eheleute Max Simon Fröhlich und seiner Frau Regina, geb. Kuhn, in Greußenheim/Kreis Würzburg geboren. Sie hatte zwei Schwestern: Babette (* 1865) und Ricka (* 1872). Saras ältere Schwester heiratete David Fröhlich; aus der Ehe gingen fünf Kinder hervor. Sohn Ferdinand übersiedelte 1921 nach Brückenau und übernahm das Schuhhaus „J. Adler“ in der Ludwigstraße. Seine Mutter Babette zog später, mutmaßlich nach dem Tode ihres Mannes, ebenfalls nach Brückenau, wo sie auch verstarb und beerdigt wurde. Sara blieb ledig, wohnte zeitweise zusammen mit ihrer jüngeren Schwester Ricka in Klein-Winternheim; beide verlegten im Mai 1931 ihren Wohnsitz nach Brückenau, wo Babette sowie ihr Neffe Ferdinand mit seiner Familie lebten. Sara und Ricka zogen in eine Wohnung im Haus Finsterwald in der Unterhainstraße. 1938 bereiteten Leopold und Saly Finsterwald mit ihrer Familie die Auswanderung in die USA vor. Mit ihrem Wegzug scheint sich auch für die beiden Schwestern die Frage nach einem Wohnortwechsel gestellt zu haben. Am 3. Juli 1938 zogen die Frauen nach Gailingen am Hochrhein, direkt an der Schweizer Grenze, und quartierten sich im jüdischen Altersheim „Friedrichsheim“ ein. Nachdem der sogenannte Frankreichfeldzug der deutschen Wehrmacht mit dem Waffenstillstand von Compiègne im Juni 1940 zu einem (vorläufigen) Ende gekommen war, wurden den Gauleitern von Baden und Saarpfalz auch die Gebiete Elsass und Lothringen unterstellt. Laut Waffenstillstandsvertrag sollten alle französischen Juden in den unbesetzten Teil Frankreichs abgeschoben werden können. Die Gauleiter dehnten, entgegen der Absprache, diese Klausel auf sämtliche Juden in den Gauen Baden und Saarpfalz aus . So wurden die Schwestern Sara und Ricka Fröhlich am 22. Oktober 1940 ins Internierungslager Gurs am Fuß der Pyrenäen deportiert (verharmlosender Vermerk auf der Gailinger Meldekarte: „nach Frankreich ausgewandert“). Die Bedingungen im Lager waren katastrophal, sodass viele Menschen die ersten Wochen bzw. den Winter 1940/41 nicht überlebten. Ricka starb am 27. Januar 1941. Das Todesdatum von Sara ist nicht bekannt (vor 8. Mai 1945). |
|                                                | HIER WOHNTE RICKA FRÖHLICH JG. 1872 DEPORTIERT 1940 GURS ERMORDET 27.1.1941                                                                             | Unterhainstraße 16                              | Ricka Fröhlich wurde am 16. Mai 1872 als jüngste Tochter der Eheleute Max Simon Fröhlich und seiner Frau Regina, geb. Kuhn, in Greußenheim/Kreis Würzburg geboren. Sie hatte zwei Schwestern: Babette (* 1865) und Sara (* 1870). Rickas älteste Schwester heiratete David Fröhlich; aus der Ehe gingen fünf Kinder hervor. Sohn Ferdinand übersiedelte 1921 nach Brückenau und übernahm das Schuhhaus „J. Adler“ in der Ludwigstraße. Seine Mutter Babette zog später, mutmaßlich nach dem Tode ihres Mannes, ebenfalls nach Brückenau, wo sie auch verstarb und beerdigt wurde. Ricka blieb ledig, wohnte zeitweise zusammen mit ihrer Schwester Sara in Klein-Winternheim; beide verlegten im Mai 1931 ihren Wohnsitz nach Brückenau, wo Babette sowie ihr Neffe Ferdinand mit seiner Familie lebten. Sara und Ricka zogen in eine Wohnung im Haus Finsterwald in der Unterhainstraße. 1938 bereiteten Leopold und Saly Finsterwald mit ihrer Familie die Auswanderung in die USA vor. Mit ihrem Wegzug scheint sich auch für die beiden Schwestern die Frage nach einem Wohnortwechsel gestellt zu haben. Am 3. Juli 1938 zogen die Frauen nach Gailingen am Hochrhein, direkt an der Schweizer Grenze, und quartierten sich im jüdischen Altersheim „Friedrichsheim“ ein. Nachdem der sogenannte Frankreichfeldzug der deutschen Wehrmacht mit dem Waffenstillstand von Compiègne im Juni 1940 zu einem (vorläufigen) Ende gekommen war, wurden den Gauleitern von Baden und Saarpfalz auch die Gebiete Elsass und Lothringen unterstellt. Laut Waffenstillstandsvertrag sollten alle französischen Juden in den unbesetzten Teil Frankreichs abgeschoben werden können. Die Gauleiter dehnten, entgegen der Absprache, diese Klausel auf sämtliche Juden in den Gauen Baden und Saarpfalz aus . So wurden die Schwestern Sara und Ricka Fröhlich am 22. Oktober 1940 ins Internierungslager Gurs am Fuß der Pyrenäen deportiert (verharmlosender Vermerk auf der Gailinger Meldekarte: „nach Frankreich ausgewandert“). Die Bedingungen im Lager waren katastrophal, sodass viele Menschen die ersten Wochen bzw. den Winter 1940/41 nicht überlebten. Ricka starb am 27. Januar 1941. Das Todesdatum von Sara ist nicht bekannt (vor 8. Mai 1945). |
|                                                | HIER WOHNTE MAX GOLDSCHMIDT JG. 1892 'SCHUTZHAFT' 1938 DACHAU UNFREIWILLIG VERZOGEN 1939 FRANKFURT M. DEPORTIERT 1941 KOWNO FORT IX ERMORDET 25.11.1941 | Unterhainstraße 25                              | Max Goldschmidt kam am 25. Juli 1892 in Züntersbach/Schlüchtern/Hessen-Nassau zur Welt. Er war das erste Kind der Eheleute Leopold Goldschmidt (geboren 1863 in Heubach, gestorben 1931 in Brückenau) und seiner Frau Tirza, geb. Lion (geboren 1866 in Steinach, gestorben 1925 in Brückenau) und hatte drei Geschwister: Isaak (1893–1942; ermordet im Holocaust), Emil (1897–1918; Tod im 1. Weltkrieg), Selma (verheiratete Fröhlich; 1901–1941; ermordet im Holocaust) und Alfred (1903–1961; ausgewandert in die USA). Max‘ Vater Leopold war noch vor der Jahrhundertwende nach Brückenau gezogen und hatte ein Geschäft in der Unterhainstraße eröffnet, wo es Farben, Lacke und Tapeten, aber auch Seefische zu kaufen gab. Nach dem Schulbesuch fand Max eine Anstellung bei der Getreidehandlung „Gaertner“ in Unsleben. Am 28. Oktober 1919 heiratete er Sybilla („Willa“) Klein (1891–1941), Tochter von Samuel und Babette Klein, geb. Gutmann, in ihrem Heimatort Mittelstreu. Max arbeitete als Kaufmann im elterlichen Geschäft in der Unterhainstraße 25 mit. In diesem Haus befand sich auch die Wohnung des Paares, das drei Kinder bekam: Elise, genannt „Elli“ (geboren am 18. Oktober 1920), Ludwig (geboren am 15. August 1923) und Martin, (geboren am 12. Februar 1925), der noch im selben Jahr starb. Martin wurde auf dem jüdischen Friedhof Brückenau beigesetzt; auch seine Großeltern Thirza und Leopold fanden hier ihre letzte Ruhestätte. Nach dem Tod des Vaters übernahm Max das Geschäft. Seine Frau half im Laden mit. Mit Beginn der nationalsozialistischen Herrschaft veränderte sich auch in Brückenau die Atmosphäre spürbar und manche Bürger zeigten gegenüber den jüdischen Familien offen eine feindselige Haltung. Doch blieb Max, wie seine Tochter später erzählte, prinzipiell optimistisch, glaubte er doch die (christlichen) Nachbarn seit Jahren zu kennen und sah in einigen von ihnen sogar Freunde. Allerdings verlagerte sich der Schwerpunkt beim Warenangebot nach 1933: Da es für die Juden in Brückenau immer schwieriger wurde einzukaufen, vor allem die Möglichkeiten, koschere Produkte zu erstehen, gering waren, korrigierte er sein Angebot entsprechend. Möglicherweise lässt sich auch aus der Tatsache, dass er schon sehr früh ein geschäftliches Telefon (Telefonnummer 320 Brückenau) betrieb, anfangs eine gewisse wirtschaftliche Kontinuität ablesen. Einen gravierenden Wendepunkt stellte die sogenannte Reichskristallnacht am 9./10. November 1938 mit Zerstörung und Raub sowie dem Niederbrennen der Synagoge dar. Auch wurde Max kurzfristig im Brückenauer Gefängnis inhaftiert, er sollte sein Motorrad den Nazis schenkungsweise übergeben. Vom 25. November bis zum 12. Dezember 1938 wurde Max Goldschmidt im KZ Dachau interniert (Häftlingsnummer 30884). Als Vorstand der israelitischen Kultusgemeinde gab Max Ende Januar 1939 bekannt, dass nach der Zerstörung der Synagoge kein Gottesdienst mehr abgehalten würde; das Gemeindeleben war erloschen. Familie Goldschmidt siedelte am 22. Februar 1939, nachdem ein einheimischer Tünchermeister das Wohn- und Geschäftshaus gekauft und die Stadt ein Wiesengrundstück (Kaufvertrag vom 16. Januar 1939) erworben hatte, nach Frankfurt/Main über: Eltern, Tochter Elise (die zwischenzeitlich für einige Monate in Würzburg bei Familie Strauß, Hoteliers aus Brückenau Bad, untergekommen war; hier gab es zudem noch eine substantielle jüdische Gemeinde) und Ludwig zog in die Uhlandstraße 58/I, wo auch Familie Fröhlich Quartier nahm. Elise gelang 1939 die Flucht über Holland nach England und im April 1940 die Ausreise in die USA. Ludwig erwarb unterdessen für eine angestrebte Alija landwirtschaftliche Grundkenntnisse auf dem Geringshof, der aber im Oktober 1941 von den Nationalsozialisten geschlossen wurde. Die in Deutschland zurückgebliebenen Familienmitglieder planten offensichtlich eine Ausreise nach Palästina. Im Vorfeld mussten – neben der Judenvermögensabgabe (RM 2300) nach dem Novemberpogrom – zwangsweise die Reichsfluchtsteuer (RM 5200) und die Dego-Abgabe (RM 200) abgeführt werden. Für den beruflichen Neuanfang in Palästina hatte Max bereits eine Umschulung als Friseur absolviert. Aber die Auswanderung misslang. Nun hofften die Goldschmidts auf eine Ausreise über Kuba, drängten Tochter Elise in New York, die Flucht zu organisieren. Offensichtlich konnte Elise sogar Geld bereitstellen. Doch die Ausreise scheiterte. Familie Goldschmidt wurde zusammen mit Familie Fröhlich am 22. November 1941 bei der dritten großen Deportation aus Frankfurt in den Osten verschleppt. Statt, wie ursprünglich angegeben, nach Riga fuhr der Zug nach Kowno (Kauen) Fort IX ins besetzte Litauen, was mit der Überfüllung des Ghettos in Riga begründet wurde. Am 25. November 1941 wurden alle aus Frankfurt Deportierten vom Einsatzkommando 3 der Einsatzgruppe A des Befehlshabers der Sicherheitspolizei und des SD im Fort IX außerhalb der Stadt erschossen. Elise Goldschmidt überlebte die nationalsozialistische Verfolgung in den USA. Sie heiratete Robert Jonas Bach, nahm den Namen Bach an, war verwitwet und hieß dann nach ihrem zweiten Mann mit Nachnamen Schapira. Sie verstarb 1998. |
|                                                | HIER WOHNTE SYBILLA GOLDSCHMIDT GEB. KLEIN JG. 1891 UNFREIWILLIG VERZOGEN 1939 FRANKFURT M. DEPORTIERT 1941 KOWNO FORT IX ERMORDET 25.11.1941           | Unterhainstraße 25                              | Sybilla Goldschmidt, genannt „Willa“, wurde in Mittelstreu geboren und war die Tochter von Samuel Klein (geboren am 8. Mai 1863 in Mittelstreu; emigriert in die USA am 24. Juni 1941) und seiner Ehefrau Babette, geb. Guttmann (geboren am 2. April 1866 in Windsbach; gestorben am 9. März 1939 in Mittelstreu), Sybilla hatte mehrere Geschwister. Am 28. Oktober 1919 heiratete sie in Mittelstreu Max Goldschmidt (1892–1941). Max arbeitete als Kaufmann im elterlichen Geschäft in Brückenau, Unterhainstraße 25 mit, wo Tapeten, Farben, Lacke, aber auch frische Fische angeboten wurden. In diesem Haus befand sich auch die Wohnung des Paares, das drei Kinder bekam: Elise, genannt „Elli“ (geboren am 18. Oktober 1920), Ludwig (geboren am 15. August 1923) und Martin, (geboren am 12. Februar 1925), der noch im selben Jahr starb. Martin wurde auf dem jüdischen Friedhof Brückenau beigesetzt; auch seine Großeltern väterlicherseits, Thirza (gestorben am 27. Oktober 1925) und Leopold (gestorben am 27. Januar 1931) Goldschmidt, ihre letzte Ruhestätte fanden. Nach dem Tod des Vaters übernahm Max das Geschäft. Sybilla half im Laden mit. Mit Beginn der nationalsozialistischen Herrschaft veränderte sich auch in Brückenau die Atmosphäre spürbar und manche Bürger zeigten gegenüber den jüdischen Familien offen eine feindselige Haltung. Doch blieb Max, wie seine Tochter später erzählte, prinzipiell optimistisch, glaubte er doch die (christlichen) Nachbarn seit Jahren zu kennen und sah in einigen von ihnen sogar Freunde. Einen gravierenden Wendepunkt stellte für die Familie die sogenannte Reichskristallnacht am 9./10. November 1938 mit Zerstörung und Raub sowie dem Niederbrennen der Synagoge dar. Auch wurde Max kurzfristig im Brückenauer Gefängnis inhaftiert; dann vom 25. November bis 12. Dezember 1938 im KZ Dachau interniert. Familie Goldschmidt siedelte am 22. Februar 1939, nachdem ein einheimischer Tünchermeister das Wohn- und Geschäftshaus gekauft und die Stadt ein Wiesengrundstück (Kaufvertrag vom 16. Januar 1939) erworben hatte, nach Frankfurt/Main über: Eltern, Tochter Elise (die zwischenzeitlich für einige Monate in Würzburg bei Familie Strauß, Hoteliers aus Brückenau Bad, untergekommen war; hier gab es zudem noch eine substantielle jüdische Gemeinde) und Ludwig zogen in die Uhlandstraße 58/I, wo auch Familie Fröhlich Quartier nahm. Elise gelang 1939 die Flucht über Holland nach England und im April 1940 die Ausreise in die USA. Ludwig erwarb unterdessen für eine angestrebte Alija landwirtschaftliche Grundkenntnisse auf dem Geringshof, der aber im Oktober 1941 von den Nationalsozialisten geschlossen wurde. Die in Deutschland zurückgebliebenen Familienmitglieder planten offensichtlich eine Ausreise nach Palästina. Im Vorfeld mussten – neben der Judenvermögensabgabe (RM 2300) nach dem Novemberpogrom – zwangsweise die Reichsfluchtsteuer (RM 5200) und die Dego-Abgabe (RM 200) abgeführt werden. Aber die Auswanderung misslang. Nun hofften die Goldschmidts auf eine Ausreise über Kuba, drängten Tochter Elise in New York, die Flucht zu organisieren. Offensichtlich konnte Elise sogar Geld bereitstellen. Doch die Ausreise scheiterte. Familie Goldschmidt wurde zusammen mit Familie Fröhlich am 22. November 1941 bei der dritten großen Deportation aus Frankfurt in den Osten verschleppt. Statt, wie ursprünglich angegeben, nach Riga fuhr der Zug nach Kowno (Kauen) Fort IX ins besetzte Litauen, was mit der Überfüllung des Ghettos in Riga begründet wurde. Am 25. November 1941 wurden alle aus Frankfurt Deportierten vom Einsatzkommando 3 der Einsatzgruppe A des Befehlshabers der Sicherheitspolizei und des SD im Fort IX außerhalb der Stadt erschossen. Elise Goldschmidt überlebte die nationalsozialistische Verfolgung in den USA. Sie heiratete Robert Jonas Bach, nahm den Namen Bach an, war verwitwet und hieß dann nach ihrem zweiten Mann mit Nachnamen Schapira. Sie verstarb 1998. Ihre Erinnerungen hat sie in den Elise Schapira papers niedergeschrieben, die im U.S. Holocaust Memorial Museum archiviert sind. |
|                                                | HIER WOHNTE LUDWIG GOLDSCHMIDT JG. 1923 UNFREIWILLIG VERZOGEN 1939 FRANKFURT M. DEPORTIERT 1941 KOWNO FORT IX ERMORDET 25.11.1941                       | Unterhainstraße 25                              | Ludwig Goldschmidt wurde am 15. August 1923 als Sohn von Max Goldschmidt (1892–1941) und seiner Frau Sybilla, geb. Klein, (1891–1941) in Brückenau geboren. Er hatte eine ältere Schwester, Elise, geboren 1920; sein Bruder Martin, geboren 1925, verstarb im ersten Lebensjahr und wurde in Brückenau beigesetzt. Vater Max führte eine Kolonialwarenhandlung – das Geschäft hatte er von Ludwigs Großvater Leopold übernommen – und war zeitweilig Vorsteher der jüdischen Gemeinde. Ludwig wuchs, wie seine Schwester Elise (die über England in die USA auswandern konnte) später erzählte, unbeschwert in einer intakten Familie auf. Er absolvierte die jüdische Grundschule erfolgreich, sodass er ein gutes Übertrittszeugnis für die städtische Realschule (1924 durch einen Verein engagierter Bürger, dem auch Juden angehörten, gegründet) erhielt. Offensichtlich wurde er dort auch angemeldet (die Unterlagen finden sich im Archiv des heutigen Franz-Miltenberger-Gymnasiums), nahm aber im Herbst 1934, nachdem jüdische Kinder offen drangsaliert worden waren, nicht mehr den Schulbesuch auf. Berichtet wird von Elise auch, dass Ludwig damals im Winter – mit anderen Kindern und Jugendlichen auf einem Weiher in Brückenau unterwegs – Schlittschuh fuhr, zu einer Stelle mit dünnem Eis gelockt wurde und einbrach. Seine Schwester konnte ihn retten. Anscheinend spitzte sich die wirtschaftliche Situation im Hause Goldschmidt ab Mitte der 1930er Jahre so zu, dass Ludwig in München als 15-Jähriger sich am Arbeitsamt meldete, um irgendwelche Gelegenheitsjobs anzunehmen. Kurz vor der sog. „Reichskristallnacht“ ging er zurück Richtung Brückenau, machte dabei noch Station bei seiner Schwester Elise, die in Würzburg Arbeit gefunden hatte – beim Brückenauer Hotelier Strauß, dessen Familie dort einen Weinkeller besaß. Ludwig fertigte im Januar 1939 noch eine Zeichnung der Synagoge seiner Heimatstadt, wie sie vor der Zerstörung im November 1938 ausgesehen hatte, an – eine Skizze, die seine Schwester Elise (wohl als Zeichen der Verbundenheit zu Bruder und Heimat) auf ihrer Flucht über London in die USA mit sich führte. Nachdem Haus und Grundstück verkauft waren, zog Familie Goldschmidt im Februar 1939 zog nach Frankfurt in die Uhlandstraße 58, wo auch Onkel Ferdinand, Tante Selma und Cousin Herbert David Fröhlich aus Brückenau wohnten. Im Herbst 1939 ging Ludwig mit Einverständnis der Eltern auf den Geringshof bei Hattenhof/Kreis Fulda, um sich dort – von den Nationalsozialisten zu jener Zeit noch toleriert – in einer Art Kommune für landwirtschaftliche Tätigkeiten ausbilden zu lassen – als Vorbereitung für die geplante Auswanderung nach Palästina (Alija) in einen Kibbuz. Diese Einrichtung wurde im Oktober 1941 aufgelöst wurde, woraufhin Ludwig am 05. Oktober 1941 zu seinen Eltern nach Frankfurt/Main zurückkehrte. Ludwig und seine Eltern sowie Onkel, Tante und Cousin Fröhlich wurden am 22. November 1941 bei der dritten großen Deportation aus Frankfurt in den Osten verbracht. Statt, wie ursprünglich angegeben, nach Riga fuhr der Zug nach Kowno (Kauen) Fort IX ins besetzte Litauen, was mit der Überfüllung des Ghettos in Riga begründet worden war. Am 25. November 1941 wurden alle aus Frankfurt Deportierten vom Einsatzkommando 3 der Einsatzgruppe A des Befehlshabers der Sicherheitspolizei und des SD im Fort IX außerhalb der Stadt erschossen. |
|                                                | HIER WOHNTE NATHAN GOLDSCHMIDT JG. 1888 DEPORTIERT 1942 THERESIENSTADT ERMORDET 28.8.1942                                                               | Unterhainstraße 19                              | Nathan Goldschmidt wurde am 16. Januar 1868 geboren. Er war das siebte Kind von Moses und Karolina Goldschmidt, geb. Katz, einer alteingesessenen jüdischen Kaufmannsfamilie aus Heubach bei Fulda. Sein älterer Bruder Leopold (* 1863) heiratete die Brückenauerin Thirza Lion und zog 1899 in die Kleinstadt an der Sinn; sein jüngerer Bruder Simon (* 1870) heiratete Benjamina Strauß (* 1874) aus Geroda. Nathan ehelichte deren Schwester Regine (* 20. November 1866), Tochter der Eheleute Wolf und Karolina Strauß, geb. Hirsch, aus Geroda. Die Hochzeit wurde am 23. Juni 1896 in Fulda gefeiert. Der Lebensmittelpunkt des Paares, das kinderlos blieb, war Heubach, wo Nathan ein kleines Haus besaß; er handelte mit Textilien. Anfang 1934 verkauften Nathan und Regine ihr Anwesen in Heubach und zogen am 26. Februar 1934 nach Brückenau. Sie wohnten im Haus des jüdischen Metzgers Berthold Fleischmann in der Unterhainstraße. Nach Brückenau bestanden vielfältige familiäre Bindungen. Die Kinder des verstorbenen Bruders Leopold (1863–1931) und der verstorbenen Schwägerin Thirza (1866–1925) waren in Brückenau zu Hause: Neffe Max Goldschmidt mit Familie wohnte ebenfalls in der Unterhainstraße und Nichte Selma Fröhlich mit Familie in der Ludwigstraße; dazu kam die Nähe zu Geroda, Wohnort der miteinander verheirateten Geschwister von Nathan und Regine. Familie Fleischmann wanderte im März 1937, nachdem sie ihr Haus verkauft hatte, in die USA aus. Damit stellte sich für das alte Ehepaar Goldschmidt auch die Frage des Wegzugs. Sie verlegten ihren Wohnsitz am 1. März 1937 nach Fulda in die Johannisstraße 12. Ins Nachbarhaus, Johannisstraße 14, zogen am 11. Oktober 1937 Isaak und Sala Blumenthal, geb. Goldschmidt – Nathans Schwester (* 1872). Ab 18. November 1938 lebte zudem Ida Kahn, Regines verwitwete Schwester, bei den Goldschmidts in der Johannisstraße. Am 13. Februar 1940 übersiedelten Nathan und Regine Goldschmidt nach Frankfurt; sie wohnten im Röderbergweg 77 in einer israelitischen Senioreneinrichtung, bis diese im Mai 1942 von den Nationalsozialisten zwangsgeräumt wurde. Ihr letzter Wohnsitz in Frankfurt war das Altersheim in der Rechneigrabenstraße 18. Von hier wurden sie am 18. August 1942 nach Theresienstadt, Ghetto verschleppt. Nathan starb dort am 28. August 1942. Seine Frau wurde am 23. September 1942 in das Vernichtungslager Treblinka deportiert. Ihr Todesdatum ist unbekannt. |
|                                                | HIER WOHNTE REGINA GOLDSCHMIDT GEB. STRAUSS JG. 1886 DEPORTIERT 1942 THERESIENSTADT 1942 TREBLINKA ERMORDET                                             | Unterhainstraße 19                              | Regina Goldschmidt kam am 20. November 1866 als Tochter der Eheleute Wolf und Karolina Strauß, geb. Hirsch, in Geroda zur Welt. Sie heiratete am 23. Juni 1896 in Fulda Nathan Goldschmidt, geboren am 16. Januar 1868. Er war das siebte Kind von Moses und Karolina Goldschmidt, geb. Katz, einer alteingesessenen jüdischen Kaufmannsfamilie aus Heubach bei Fulda. Regines jüngere Schwester Benjamina Strauß (* 1874) heiratete Nathans jüngeren Bruder Simon (* 1870). Der Lebensmittelpunkt von Nathan und Regine Goldschmidt war Heubach, wo Nathan ein kleines Haus besaß; er handelte mit Textilien. Das Paar blieb kinderlos. Anfang 1934 verkauften Nathan und Regine ihr Anwesen in Heubach und zogen am 26. Februar 1934 nach Brückenau. Sie wohnten im Haus des jüdischen Metzgers Berthold Fleischmann in der Unterhainstraße, dessen Schwiegermutter Rosa Adler eine geborene Strauß war, möglicherweise eine Verwandte Regines. Nach Brückenau bestanden in jedem Fall vielfältige familiäre Bindungen. Hier hatte seit 1899 Nathans Bruder Leopold (1863–1931) mit seiner Familie gelebt. Die Kinder dieses verstorbenen Bruders und der verstorbenen Schwägerin Thirza (1866–1925) waren in der Kleinstadt an der Sinn zu Hause: Neffe Max Goldschmidt mit Familie wohnte in der Unterhainstraße und Nichte Selma Fröhlich mit Familie in der Ludwigstraße; dazu kam die Nähe zu Geroda, Wohnort der miteinander verheirateten Geschwister von Nathan und Regine. Familie Fleischmann wanderte im März 1937, nachdem sie ihr Haus verkauft hatte, in die USA aus. Damit stellte sich für das alte Ehepaar Goldschmidt auch die Frage des Wegzugs. Sie verlegten ihren Wohnsitz am 1. März 1937 nach Fulda in die Johannisstraße 12. Ins Nachbarhaus, Johannisstraße 14, zogen am 11. Oktober 1937 Isaak und Sala Blumenthal, geb. Goldschmidt – Nathans Schwester (* 1872). Ab 18. November 1938 lebte zudem Ida Kahn, Regines verwitwete Schwester, bei den Goldschmidts in der Johannisstraße. Am 13. Februar 1940 übersiedelten Nathan und Regine Goldschmidt nach Frankfurt; sie wohnten im Röderbergweg 77 in einer israelitischen Senioreneinrichtung, bis diese im Mai 1942 von den Nationalsozialisten zwangsgeräumt wurde. Ihr letzter Wohnsitz in Frankfurt war das Altersheim in der Rechneigrabenstraße 18. Von hier wurden sie am 18. August 1942 nach Theresienstadt, Ghetto verschleppt. Nathan starb dort am 28. August 1942. Regine wurde am 23. September 1942 in das Vernichtungslager Treblinka deportiert. Ihr Todesdatum ist unbekannt. |
|                                                | HIER WOHNTE RICKA HECHT GEB. JOCHSBERGER JG. 1866 DEPORTIERT 1942 THERESIENSTADT ERMORDET 6.1.1943                                                      | Müllergasse 8                                   | Ricka Hecht wurde am 18. September 1866 in Jochsberg bei Ansbach geboren. Ricka Vera war die Tochter der Eheleute Jakob und Sophie Jochsberger, geb. Frank. Sie heiratete am 21. Oktober 1903 in Bad Kissingen den Witwer Levi (Jehuda) Hecht, 1834 in Züntersbach geboren. Nach der Hochzeit zog das Paar nach Brückenau in die Müllergasse 8. Levi war Kleinviehhändler, verkaufte in seinem Laden unter anderem Geißfelle, wodurch sich für Familie und Geschäft der Name „Geißhecht“ einbürgerte. Ricka brachte drei Töchter zur Welt: Sophie (* 1904), Ida (* 1906) und Erna (* 1908). Die Familie war strenggläubig; beispielsweise zündete am Sabbat, um den vorgeschriebenen Ruhetag einhalten zu können, die Nachbarin den Ofen an und schaltete abends das elektrische Licht ein, wie ein Zeitzeuge zu berichten weiß. Am 10. Oktober 1914 starb Levi Hecht; er wurde in Altengronau begraben. Die drei Mädchen besuchten die Volksschule Brückenau, waren aber auch jeweils einige Zeit in der Israelitischen Waisenanstalt in Fürth untergebracht. Die Familie galt als arm. Die jüngste Tochter verließ 1927 mit 19 Jahren ihre Heimatstadt; ihre Spur hat sich verloren; möglicherweise konnte sie nach Palästina entkommen. Ricka Hecht veräußerte 1936 Haus und Anwesen an einen Brückenauer Bürger und zog am 26. März 1936 mit ihren Töchtern Sophie und Ida nach Frankfurt in den Sandweg 9. Sophie hatte zuvor bis Oktober 1935 in Fritzlar in dem Bekleidungsgeschäft „Gottlieb Löwenstein & Söhne“ gearbeitet. Sie wanderte später nach Palästina aus und heiratete am 20. November 1938 Salomon Resnik, woraufhin ihr die deutsche Staatsbürgerschaft entzogen wurde. Ricka Hecht lebte zuletzt mit ihrer Tochter Ida in der Uhlandstraße 52 – in direkter Nachbarschaft zu den Brückenauer Familien Goldschmidt und Fröhlich (Uhlandstr. 58). Am 16. September 1942 wurde Ricka Hecht von Frankfurt nach Theresienstadt, Ghetto deportiert und dort am 6. Januar 1943 ermordet. |
|                                                | HIER WOHNTE IDA HECHT JG. 1906 DEPORTIERT 1942 SOBIBOR ERMORDET                                                                                         | Müllergasse 8                                   | Ida Hecht wurde am 9. Februar 1906 als zweites Kind der Eheleute Levi Hecht (1834–1914) und seiner Frau Ricka, geb. Jochsberger (1866–1943) in Brückenau geboren. Sie hatte eine ältere und eine jüngere Schwester: Sophie, geboren am 1. Oktober 1904, und Erna, geboren am 7. Juni 1908. Als Ida 8 Jahre alt war, starb ihr Vater. Die Familie galt als strenggläubig mosaisch. Am 1. Mai 1912 wurde Ida in der Volksschule Brückenau eingeschult. Eine Überweisung an die Israelitische Waisenanstalt Fürth erfolgte am 1. September 1916. Hier hatte bereits Sophie (1914–1915) und nach Ida Erna (1919–1922) einige Zeit zugebracht. Später arbeitete Ida als Kontoristin bei Max Schuster in Brückenau. Ihre Schwester Erna verließ 1927 mit 19 Jahren ihre Heimatstadt; ihre Spur hat sich verloren; möglicherweise konnte sie nach Palästina entkommen. Nachdem ihr Elternhaus verkauft worden war, zog Ida am 26. März 1936 mit ihrer Mutter und ihrer Schwester Sophie nach Frankfurt in den Sandweg 9. 1938 emigrierte ihre Schwester nach Palästina und heiratete Salomon Resnik, woraufhin ihr die deutsche Staatsbürgerschaft entzogen wurde. Zuletzt lebte Ida mit ihrer Mutter in der Uhlandstraße 52. Sie wurde am 11. Juni 1942 von Frankfurt aus in das Vernichtungslager Sobibor deportiert, wo sie umkam. |
|                                                | HIER WOHNTE RECHA HEILBRUNN GEB. FRANK JG. 1878 DEPORTIERT 1942 THERESIENSTADT ERMORDET 30.1.1943                                                       | Ludwigstraße 16                                 | Recha Heilbrunn wurde am 07. Juni 1878 in Brückenau als Tochter von Lyon Frank (gestorben 1904) und seiner Ehefrau Henriette, geb. Speier (gestorben 1907). Ihr Elternhaus befand sich in der Ludwigstraße. Ihr ältester Bruder ist Max Frank, dessen Sohn Bernhard 1942 im Vernichtungslager Majdanek ermordet wurde und für den ebenfalls in der Ludwigstraße 16 ein Stolperstein verlegt worden ist. Recha heiratete in Brückenau Siegfried Heilbrunn, der am 28. November 1873 in Hofgeismar/Kassel geboren wurde. Das Paar lebte eine Zeitlang in Magdeburg. Hier brachte Recha am 13. Januar 1902 eine Tochter zur Welt: Dora. Später lebte die Familie in Frankfurt/Main, wo Siegfried Heilbrunn am 14. Mai 1937 starb. Recha wohnte im Frankfurter Westend im Grüneburgweg 85; dort war auch ihre Tochter und deren Familie zu Hause: Ehemann Bernhard Schulenklopper (* 1889), die Kinder Barbara (* 1924) und Hede (* 1930). Bernhard Schulenklopper wurde 1935 ins Konzentrationslager Buchenwald verbracht. Seine Entlassung erfolgte, nachdem er dem Verkauf seiner Schuhfabrik zugestimmt hatte. Er wanderte mit seiner jungen Familie schließlich in die USA aus, während Recha Heilbrunn, die wohl gesundheitlich für eine solche Reise zu angeschlagen war in Frankfurt blieb. Als letzter Wohnsitz wird die Wöhlerstraße 8 angegeben, wo sich ein jüdisches Altersheim befand, das 1942 als NS-Sammellager für Deportationen fungierte. Von hier wurde Recha am 18. August 1942 nach Theresienstadt verschleppt. Am 30. Januar 1943 starb Recha Heilbrunn im Ghetto Theresienstadt. |
|                                                | HIER WOHNTE EMILIE HEIMANN GEB. STRAUSS JG. 1874 UNFREIWILLIG VERZOGEN 1940 FRANKFURT M. DEPORTIERT 1942 THERESIENSTADT ERMORDET 7.2.1943               | Wernarzer Straße 8 (Staatsbad)                  | Emilie Heimann, geborene Strauß wurde am 19. Juni 1874 in Brückenau als Tochter von Abraham Strauß und seiner Ehefrau Hanna, geb. Lichtenau geboren. Am 18. März 1902 heiratete sie in Wernarz, wo ihre Eltern ein Hotel erworben hatten, den Metzger Julius Heimann. Aus der Ehe ging ein Kind hervor, das kurz nach der Geburt verstarb. Im März 1905 wurde das Paar geschieden – „aus dem alleinigen Verschulden des Beklagten“, wie das Landgericht Würzburg in einem späteren Urteil festhielt. Gemeinsam mit ihrer Schwester Ida und ihrem Bruder Siegfried übernahm sie das etablierte, jüdisch geführte Hotel der Eltern, auf die weiterhin die Konzession ausgestellt war. Jedes Familienmitglied hatte seinen eigenen Aufgabenbereich: Emilie die Küche, Ida die Wäsche, Siegfried Gästebetreuung und Büro, seine Frau die Zimmer. Die nationalsozialistische Politik zielte durch Verordnungen und Zwangsmaßnahmen von Anfang an darauf ab, die jüdischen Hotels im Staatsbad wirtschaftlich zu schwächen bzw. zu schließen. So wurde eine „Betriebsbesichtigung“ im April 1937 durch die Deutsche Arbeitsfront (DAF) durchgeführt, bei der man etwas zu beanstanden suchte, folglich „größte Unsauberkeit“ konstatierte und mit „Empörung“ feststellte, dass „Gerätschaften“ in der Küche in einem „verwahrlosten Zustand“ seien. Das Hotel durfte dann unter Auflagen zum bevorstehenden Saisonbeginn öffnen, wurde im August jedoch abermals schikanös einer „Betriebskontrolle“ unterzogen, wieder von der DAF initiiert, und mit der wenig überraschenden Forderung abgeschlossen, den Hotelbetrieb stillzulegen. Nach den gewalttätigen Exzessen in der sogenannten Reichspogromnacht wurden Emilie Heimann und Siegfried Strauß als Eigentümer – Ida war bereits 1936 gestorben – bedrängt, das Haus schenkungsweise der Volkswohlfahrt zu übergeben, was sie ablehnten. 1940 bemühte sich Emilie um die Ausreise in die USA und stellte einen entsprechenden Antrag beim Landratsamt Brückenau. Vonseiten der Gestapo wurden keine Hinderungsgründe gesehen, die einer „Auswanderung nach New-York entgegenstehen“. Warum Emilie Deutschland dennoch nicht verließ oder verlassen konnte, ist nicht eindeutig zu klären. Möglicherweise spielte dabei die Sorge um ihre Nichten (die, minderjährig, schon in Frankfurt/Main lebten) und die schwerkranke Schwägerin eine Rolle, erst recht, da ihr Bruder Siegfried ab August 1940 eine 6-wöchige Haft verbüßen musste. Nach dem Tod ihrer Schwägerin Frieda Strauß meldete sie sich am 2. Oktober 1940 bei der Brückenauer Behörde ab und zog gemeinsam mit ihrem Bruder zu den Kindern nach Frankfurt am Main / Am Schützenbrunnen 13. Am 15. September 1942 wurde sie – mit zahlreichen anderen Hausbewohnern – ab Frankfurt ins Ghetto nach Theresienstadt deportiert. Emilie Heimann wurde am 7. Februar 1943 in Theresienstadt ermordet. |
|                                                | HIER WOHNTE HERMINE KAHN GEB. ADLER JG. 1877 UNFREIWILLIG VERZOGEN 1939 FRANKFURT M. DEPORTIERT SCHICKSAL UNBEKANNT                                     | Kissinger Straße 11                             | Hermine Kahn, geb. Adler, wurde am 21. September 1877 in Lieblos/Gelnhausen/Hessen-Nassau geboren, woher auch ihre Eltern Jakob Adler, ein Kaufmann, und ihre Mutter Dina Adler, geb. Sichel, stammten. Am 11. Juni 1909 ehelichte Hermine in Niedergründau/Kreis Gelnhausen Abraham Kahn, der am 31. Juli 1877 in Oskarsham, Schweden als Sohn von Jakob und Jette Nossel Kahn das Licht der Welt erblickte. Seit der Hochzeit lebte das Paar in Brückenau. Kahns führten ein Fachgeschäft für technische Öle, Fette, Lacke. Am 19. April 1910 wurde ihr Sohn Isfried geboren, der ab 1. Mai 1930 in Berlin lebte und mit Lotte Kahn verheiratet war. Am 3. August 1912 brachte Hermine Kahn in Brückenau die gemeinsame Tochter Irma zur Welt. Abraham Kahn starb am 6. Mai 1927 im Alter von 49 Jahren; er wurde auf dem jüdischen Friedhof in Brückenau beigesetzt. Danach führte Hermine das Geschäft allein weiter. In der Reichspogromnacht war das Haus der Kahns Ziel von Gewalt und Zerstörung. Schließlich erzwang der nationalsozialistische Terror einen Wegzug aus Brückenau. Seit 15. Juli 1939 war Hermine Kahn in Frankfurt/Main in der Grünstraße 38, später in der Gaußstraße 20 gemeldet. Isfried wurde am 4. März 1943 von Berlin ins Vernichtungslager Auschwitz deportiert. Irma, schwer erkrankt, wurde in die Landesheilanstalt Weilmünster bei Limburg eingeliefert und vermutlich im Rahmen des sogenannten Euthanasieprogramms (Aktion T4) ermordet; sie starb am 25. April 1940. Hermine Kahn wurde von Frankfurt/Main aus „evakuiert“ und mit ziemlicher Gewissheit am Deportationsort (in der Shoah) ermordet. |
|                                                | HIER WOHNTE IRMA KAHN JG. 1912 SCHICKSAL UNBEKANNT | Kissinger Straße 11                             | Irma Kahn kam am 3. August 1912, einem Sabbat, in Brückenau zur Welt. Sie war nach ihrem Bruder Isfried (* 1910) das zweite Kind der Eheleute Abraham Kahn und seiner Ehefrau Hermine, geb. Adler. Irma besuchte die neu gegründete Schule in der Frühlingstraße (ein sogenanntes Progymnasium, von Bürgern der Stadt in Eigenregie 1924 ins Leben gerufen, aus dem später das Franz-Miltenberger-Gymnasium hervorging). Die Notenbögen bescheinigen dem Mädchen Fleiß und gute Leistungen. 1930 gehörte sie der ersten Abschlussklasse an. Ein Jahr nach der Machtübernahme durch die Nationalsozialisten zog sie am 3. Oktober 1934 nach Frankfurt/Main. Sie erkrankte schwer und wurde in die Landesheilanstalt Weilmünster bei Limburg eingeliefert. Dort wurden auf engem Raum und bei herabgesetzten Verpflegungssätzen viele Patienten untergebracht, was zu einem Massensterben führte. Tausende sind im Rahmen des sogenannten Euthanasieprogramms (Aktion T4) ermordet worden. Irma Kahn starb am 25. April 1940 und wurde auf dem jüdischen Friedhof Weilmünster, Grab-Nr. 44, bestattet. |
|                                                | HIER WOHNTE JOSEF KAUFMANN JG. 1872 UNFREIWILLIG VERZOGEN 1942 WÜRZBURG DEPORTIERT 1942 THERESIENSTADT ERMORDET 10.8.1943                               | Wernarzer Straße 7                              | Josef Kaufmann wurde am 21. Januar 1872 geboren. Er heiratete Sara geb. Goldschmidt. Das Ehepaar führte das Hotel Kaufmann im Staatsbad, Wernarzer Straße 7. 1937 führte die Gestapo eine Razzia im Hotel durch, 1938 musste der Betrieb geschlossen werden. 1942 wurde das Ehepaar gezwungen, nach Würzburg zu übersiedeln. Es folgte am 24. September 1942 die Deportation nach Theresienstadt mit Transport No. II/26. Seine Transportnummer war 234, die seiner Frau 235. Josef Kaufmann wurde am 10. August 1943 ermordet, seine Frau am 26. Dezember 1943. Offizielle Todesursache war Enteritis, Darmkatarrh. |
|                                                | HIER WOHNTE SARA KAUFMANN GEB. GOLDSCHMIDT JG. 1877 UNFREIWILLIG VERZOGEN 1942 WÜRZBURG DEPORTIERT 1942 THERESIENSTADT ERMORDET 26.12.1943              | Wernarzer Straße 7                              | Sara Kaufmann geb. Goldschmidt wurde am 30. März 1877 in Würzburg geboren. Sie heiratete den Hotelier Josef Kaufmann und führte mit ihm das Hotel Kaufmann in Bad Brückenau. 1937 führte die Gestapo eine Razzia im Hotel durch, 1938 musste der Betrieb geschlossen werden. 1942 wurde das Ehepaar gezwungen, nach Würzburg zu übersiedeln. Es folgte am 24. September 1942 die Deportation nach Theresienstadt mit Transport No. II/26. Ihre Transportnummer war 235, die ihres Mannes 234. Josef Kaufmann wurde am 10. August 1943 ermordet, Sara Kaufmann am 26. Dezember 1943. |
|                                                | HIER WOHNTE BERNHARD KÖNIGSBERGER JG. 1894 DEPORTIERT 1941 KOWNO / KAUNAS FORT IX ERMORDET 25.11.1941                                                   | Wernarzer Straße 7 (Staatsbad)                  | Bernhard Königsberger kam in Saargemünd/Lothringen am 15. April 1894 zur Welt. Die Eltern – David Peysach Königsberger (geboren 1865 in Przasnysz, Kr. Plozk, Russland; 1942 deportiert nach Theresienstadt; ermordet in Treblinka) und Maria Königsberger, geb. Wohlgemuth (geboren 1864 in Pinczyn, Kr. Danzig; gestorben 1932 in München) – lebten seit 1904 mit ihrer Familie in München. Sohn Bernhard besuchte sechs Jahre lang das Gymnasium. 1914–1918 nahm er am 1. Weltkrieg teil. Am 19. März 1933 heiratete er in Bad Kissingen Helene Binheim (geboren 1899), Tochter von Martin und Wilhelmine Binheim aus Brückenau. Nach der Hochzeit zog Bernhard kurzzeitig aus München / Bruderstraße 8 ins Haus der Schwiegereltern. Im November 1934 verlegte er seinen Hauptwohnsitz zurück nach München. Bernhard Königsberger war seit 17. Februar 1934 selbständiger Provisionsvermittler im Holzhandel (An-/Verkauf). Dieses Gewerbe wurde am 5. Januar 1939 rückwirkend zum 1. Januar 1939 zwangsweise abgemeldet. Am 1. April 1935 bezog Bernhard eine Wohnung in München/Prinzregentenstraße; Helene verließ Brückenau und war ab 23. August 1935 gleichfalls unter dieser Adresse behördlich erfasst. Ab 12. November 1935 lebte das Paar dann in der Isabellastraße 30/II. Am 5. Oktober 1936 stand der nächste Umzug an: in die Wendl-Dietrich-Straße 8/0. Hier war ab Dezember 1938 auch Helenes verwitwete Mutter gemeldet. Es folgte zum 1. April 1939 ein Umzug in die Pettenbeckstraße 6/III – eine Wohnung, in der Wilhelmine Binheim ebenfalls unterkam. Bei der Volkszählung im Deutschen Reich vom Mai 1939 wird für das Ehepaar Königsberger außerdem als Wohnadresse Brückenau/Wernarzer Straße – also die Hotelanschrift – genannt. Helene und Bernhard Königsberger wurden am 20. November 1941 aus München nach Kowno (Kauen) deportiert und am 25. November 1941 dort ermordet. |
|                                                | HIER WOHNTE HELENE KÖNIGSBERGER GEB. BINHEIM JG. 1899 DEPORTIERT 1941 KOWNO / KAUNAS FORT IX ERMORDET 25.11.1941                                        | Wernarzer Straße 7 (Staatsbad)                  | Helene Königsberger wurde am 28. Februar 1899 in Brückenau geboren. Sie war das einzige Kind der jüdischen Eheleute Martin Binheim und Wilhelmine, geb. Kaufmann, die Mitinhaber des renommierten Hotels Kaufmann in Wernarz waren und zugleich in Brückenau eine Metzgerei innehatten. Im Geschäftshaus in der Unteren Badersgasse befand sich auch die Wohnung. Helene besuchte die Höhere Töchterschule und ein Lyzeum in Würzburg. 19. März 1933 heiratete sie in Bad Kissingen Bernhard Königsberger. Nach der Hochzeit zog Bernhard kurzzeitig aus München nach Brückenau ins Haus der Schwiegereltern. Im November 1934 verlegte er seinen Hauptwohnsitz zurück nach München. Helene folgte ihm ein paar Monate später und war ab 23. August 1935 in der gemeinsamen Wohnung in der Prinzregentstraße gemeldet. Ab 12. November 1935 lebte das Paar dann in der Isabellastraße 30/II. Am 5. Oktober 1936 stand der nächste Umzug an: in die Wendl-Dietrich-Straße 8/0. Hier war ab Dezember 1938 auch Helenes Mutter gemeldet. Es folgte zum 1. April 1939 ein Umzug in die Pettenbeckstraße 6/III – eine Wohnung, in der Wilhelmine Binheim ebenfalls unterkam. Bei der Volkszählung im Deutschen Reich vom Mai 1939 wird für das Ehepaar Königsberger außerdem als Wohnadresse Brückenau/Wernarzer Straße – also die Hotelanschrift – genannt. Mutmaßlich ab Sommer 1941 musste Helene Königsberger in der Flachsröste Lohhof (Unterschleißheim) Zwangsarbeit leisten. In der „Hölle von Lohhof“ waren neben französischen Kriegsgefangenen und Zwangsarbeiterinnen aus den besetzten Gebieten auch Juden aus München und dem Ghetto Litzmannstadt eingesetzt, bevor sie im Herbst des Jahres deportiert und ermordet worden sind. Helene und Bernhard Königsberger wurden am 20. November 1941 aus München nach Kowno (Kauen) deportiert und am 25. November 1941 dort ermordet. |
|                                                | HIER WOHNTE JULIE NORDSCHILD JG. 1879 EINGEWIESEN 1939 HEILANSTALT RÖMERSHAG 'VERLEGT' 14.9.1940 ZWISCHENANSTALT EGLFING/HAAR ERMORDET                  | Schlossstraße 14 (Pflegeheim Schloss Römershag) | Julie Nordschild wurde als drittes Kind der jüdischen Eheleute Julius Nordschild (* 1851, gestorben 1932) und Ida, geb. Offenbacher, (* 1851) am 21. Juli 1879 in Schweinfurt geboren. Sie hatte 7 Geschwister; ihr Bruder Moritz (* 1887) fiel 1917 im Ersten Weltkrieg. Die Mutter war in späteren Jahren Patientin der Heil- und Pflegeanstalt Werneck und verstarb dort am 8. November 1918. Julie kam bereits am 8. August 1907 in die HPA Werneck. Am 6. Februar 1939 wurde sie in die Heil- und Pflegeanstalt Römershag überwiesen, wo die Pflege und die Betreuung der Kongregation der Erlöserschwestern (Würzburg) oblag. Die Verlegung ist sicher noch nicht im Zusammenhang mit der „T4-Aktion“ zu sehen, eher sind Kosten- und Platzgründe anzunehmen. Am 14. September 1940 wurde Julie Nordschild im Zuge der „T4-Sonderaktion“ für jüdische Patienten nach Eglfing-Haar verlegt. Mit großer Wahrscheinlichkeit wurde sie von dieser „Zwischenanstalt“ mit dem sogenannten „Jüdischen Sammeltransport“ am 20. September 1940 in die Tötungsanstalt Hartheim weiterverlegt und dort noch am selben Tag ermordet. Die auf der Geburtsurkunde beim Standesamt Schweinfurt ergänzte Angabe, Julie Nordschild sei am 29. November 1940 in Cholm verstorben, entbehrt jeder Grundlage. Neben der Verschleierung der wahren Todesursache steht im Hintergrund vermutlich die Einforderung fiktiver Kosten für Pflege und Einäscherung. |
|                                                | HIER WOHNTE GITTA OPPENHEIMER JG. 1858 UNFREIWILLIG VERZOGEN 1937 FRANKFURT / MAIN DEPORTIERT 1942 THERESIENSTADT ERMORDET 18.11.1942                   | Ludwigstraße 24                                 | Gitta Oppenheimer wurde am 4. Januar 1858 als Tochter der jüdischen Eheleute Meier und Rosa Goldschmidt, geb. Marx, in Sterbfritz/Hessen-Nassau geboren und wuchs inmitten von zahlreichen Geschwistern auf. Gitta heiratete Maier Oppenheimer (1854–1918) und lebte mit ihm seit 1880 in Wächtersbach. Das Paar hatte vier Kinder: Joseph (1885–1938); Johanna (1887–1942), verheiratet mit Lion Goldschmidt; Frieda (1889–1928); Dorothea (1890–1941), verheiratet mit Max Zeller. Nach dem Tod ihres Mannes lebte Gitta Oppenheimer in Lich / Bezirksamt Gießen, Wohnort des ältesten Kindes. 1923 zog sie dann nach Brückenau zu ihrer Tochter Dorothea, wo diese mit ihrem Mann in der Ludwigstraße wohnte und arbeitete. Schwiegersohn Max betrieb zusammen mit seinem jüngeren Bruder Michael einen Textilladen sowie ein kleines Bankgeschäft. Im Haus der „Gebr. Zeller“ waren im Erdgeschoss die Geschäftsräume, im 1. und 2. Stock lebten Dorothea und Max mit ihrer Tochter Reni, geboren 1927, sowie Gitta Oppenheimer. Michael und seine Familie wohnten in einem Haus in der Bahnhofstraße. Der Beginn der nationalsozialistischen Terrorherrschaft brachte Ausgrenzung und Drangsalierung mit sich. Im Gegensatz zu Michael beschlossen Max und Familie einschließlich seiner Schwiegermutter, vorläufig nicht zu emigrieren. Nachdem das Wohn- und Geschäftshaus an zwei Brückenauer Bürger veräußert worden war, die das Textilgeschäft weiter betrieben, lebte die Familie übergangsweise bei Flora Zeller – der Witwe von Max‘ älterem Bruder Leopold – im Sinntor 6. Mutmaßlich fand auch Gitta Oppenheimer hier Unterkunft, denn ihr Wegzug aus Brückenau wird im Meldeamt mit dem 15. Juni 1937 notiert, am neuen Wohnort Schlüchtern wird sie aber erst ab 30. Juni 1937 geführt. Dort wohnte sie in der Fuldaer Straße bei ihrer Tochter Johanna Goldschmidt und deren Familie. Bereits einen Monat später zog sie nach Frankfurt/Main in die Obermainanlage 8, wo Max, Dora und Reni zwischenzeitlich eine Wohnung gefunden hatten. Die junge Familie wurde am 21. November 1941 nach Kowno (Kauen) Fort IX deportiert und am 25. November 1941 ermordet. Gitta Oppenheimers letzter Wohnsitz in Frankfurt war das Altersheim in der Rechneigrabenstraße 18. Von hier wurde sie am 18. August 1942 in das Ghetto Theresienstadt verschleppt. Gitta starb dort am 18. November 1942. |
|                                                | HIER WOHNTE MARTHA SCHÖNFÄRBER JG. 1901 GEB. KAUFMANNN UNFREIWILLIG VERZOGEN 1942 WÜRZBURG DEPORTIERT 1942 TRANSIT-GHETTO KRASNICZYN ERMORDET           | Wernarzer Straße 7 (Staatsbad)                  | Martha Schönfärber wurde am 4. September 1901 in Würzburg als Tochter der jüdischen Eheleute Josef (1872–1943) und Sara Kaufmann, geb. Goldschmidt, (1877–1943) geboren. Sie ist die Nichte von Martin und Mina Binheim und die Cousine von Helene Königsberger. Sie wuchs mit ihren Eltern zum einen in Wernarz/Brückenau Bad auf, lebte zum anderen mit ihrer Familie im Winterhalbjahr in Würzburg bei den Großeltern mütterlicherseits. Am 11. März 1932 heiratete sie in Wernarz Daniel Schönfärber, geboren am 6. März 1901 in Dornheim bei Iphofen. Den Weinhändler und Bankkaufmann, Sohn aus der orthodox ausgerichteten Familie Hermann und Jette Schönfärber, hatte Martha in ihrem elterlichen Hotel kennengelernt, wo er schon seit vielen Jahren arbeitete. Trauzeuge war, neben Vater Josef, Siegfried Strauß vom benachbarten jüdischen Hotel „Strauß“. Am 25. Mai 1935, einem Sabbat, kam ihre Tochter Ilse Judith in Fulda zur Welt. Die junge Familie wohnte auf dem Hotelgelände im sog. „Lindenhof“. Mit Beginn der nationalsozialistischen Terrorherrschaft verschlechterte sich die Situation der Hoteliersfamilie massiv. Zu gesellschaftlicher Ausgrenzung und betriebswirtschaftlichen Schikanen kamen 1938 die Zerstörung des Hotelinterieurs und die Inhaftierung Daniels; er wurde erst am 11. Februar 1939 aus dem KZ Dachau entlassen (Häftlingsnummer: 30837). Die Familie beschloss, Deutschland zu verlassen. Geplant war allem Anschein nach, dass Daniel zuerst emigrieren solle, um für die Familie den Nachzug in die Wege zu leiten. Daniel gelangte im Juli 1939 nach Richborough in England; von Liverpool aus fuhr er mit dem Schiff „Britannic“ dann im März 1940 nach New York. Ihm wurde der Status eines rechtmäßigen Einwanderers zugesprochen. Aus diesem Grund konnte Martha und Ilse am 19. Dezember 1940 vom amerikanischen Konsulat Stuttgart eröffnet werden, dass sie eine „Bevorzugung innerhalb der Quote“ erhielten. Von Seiten der deutschen Behörden wurde bereits ein gutes Jahr zuvor, am 14. November 1939, bescheinigt, dass es staatspolizeilich gegen die Auswanderung von Mutter und Tochter keine Einwände gebe. Am 15. April 1941 lag die Buchungsbestätigung des „Palestine & Orient Lloyd“ aus Berlin vor: Für die Passage von Lissabon nach New York waren 1 ½ Plätze für Martha und Ilse Schönfärber auf der „Nyassa“ reserviert; das Schiff der Reederei Companhia Nacional de Navegação sollte am 25. August 1941 mit den beiden ablegen. Bereits mit Schreiben vom 16. April 1941 teilte die „Reichsvereinigung der Juden in Deutschland / Abt. Wanderung“ mit, dass „die Ausreise ab Berlin nach Lissabon am 12. August 1941 in dem von uns organisierten Gruppentransport erfolgt“ – vorausgesetzt, alle notwendigen Visa lägen vor. Schließlich wurden Martha und ihre Tochter für den 21. Juli 1941 ins amerikanische Konsulat nach Stuttgart vorgeladen, um „den formellen Visumantrag zu stellen, damit Sie nach den Einwanderungsgesetzen in die Vereinigten Staaten zugelassen werden können.“ Für den Moment sah es so aus, als ob die Ausreise gelänge. Merkwürdig ist jedoch die Tatsache, dass Ilse in der Zeit vom 10. Juli 1941 bis 18. Oktober 1941 in Frankfurt/Friedberger Anlage 21/I gemeldet war, also während der entscheidenden Phase der Fluchtvorbereitung. Die Gründe hierfür liegen im Dunklen; auch ist unklar, ob in Stuttgart die erforderlichen Visa ausgehändigt worden sind. Fest steht, dass das Vorhaben zu emigrieren trotz aller Bemühungen scheiterte und Martha Schönfärber mit ihrer Tochter weiterhin im Elternhaus in der Wernarzer Straße wohnte. Das Anwesen befand sich allerdings zu diesem Zeitpunkt nicht mehr im Besitz der Familie. Am 7. Mai 1941 veräußerten Josef Kaufmann, Wilhelmine Binheim und Helene Königsberger das Hotel an ein Ehepaar aus Feldkirchen bei München. Der Familie wurde aber notariell ein kostenloses Wohnrecht im Hinterhaus bis zum 1. September 1941 eingeräumt – mit einer maximalen Verlängerung bei Zahlung einer ortsüblichen Miete bis 1. April 1942. Kurz vor Ablauf der Frist zogen Josef und Sara Kaufmann, ihre Tochter Martha und Enkelin Ilse am 27. März 1942 nach Würzburg in die Bibrastraße 6, ein jüdisches Unterkunftsquartier. Am 25. April 1942 mussten sich Martha und Ilse Schönfärber mit anderen unterfränkischen Juden unter Polizeiaufsicht von der Sammelstelle „Platz’scher Garten“ zum Würzburger Güterbahnhof Aumühle begeben. Alle wurden nach Krasniczyn, einem Transitghetto, deportiert. Mutter und Tochter wurden im Raum Lublin ermordet, möglicherweise im Vernichtungslager Belzec. Daniel Schönfärber heiratete später Julie Heinemann; das Paar blieb kinderlos. Er verstarb am 7. November 1989 in Palisades, NY. Über den Tod seiner ersten Frau und seiner Tochter ist er nie hinweggekommen. |
|                                                | HIER WOHNTE ILSE SCHÖNFÄRBER JG. 1935 UNFREIWILLIG VERZOGEN 1942 WÜRZBURG DEPORTIERT 1942 TRANSIT-GHETTO KRASNICZYN ERMORDET                            | Wernarzer Straße 7 (Staatsbad)                  | Ilse Schönfärber, mit zweitem Vornamen Judith, wurde am 25. Mai 1935, einem Sabbat, in Fulda geboren. Sie war Tochter der Eheleute Daniel (1901–1989) und Martha Schönfärber, geb. Kaufmann (1901–1942). Die junge Familie wohnte in Brückenau Bad auf dem Hotelgelände Kaufmann, im sog. Lindenhof, wo Daniel und Martha im (schwieger)elterlichen, koscher geführten Gastronomie- und Beherbergungsbetrieb arbeiteten. Mit Beginn der nationalsozialistischen Terrorherrschaft verschlechterte sich die Situation der Hoteliersfamilie massiv. Zu gesellschaftlicher Ausgrenzung und betriebswirtschaftlichen Schikanen kamen im Zuge der Reichspogromnacht 1938 die Zerstörung des Hotelinterieurs und die Inhaftierung Daniels; er wurde erst am 11. Februar 1939 aus dem KZ Dachau entlassen (Häftlingsnummer: 30837). Die Familie beschloss, Deutschland zu verlassen. Geplant war allem Anschein nach, dass Daniel zuerst emigrieren solle, um für die Familie den Nachzug in die Wege zu leiten. Daniel gelangte im Juli 1939 nach Richborough in England; von Liverpool aus fuhr er mit dem Schiff „Britannic“ dann im März 1940 nach New York. Ihm wurde der Status eines rechtmäßigen Einwanderers zugesprochen. Aus diesem Grund konnte Martha und Ilse am 19. Dezember 1940 vom amerikanischen Konsulat Stuttgart eröffnet werden, dass sie eine „Bevorzugung innerhalb der Quote“ erhielten. Von Seiten der deutschen Behörden wurde bereits ein gutes Jahr zuvor, am 14. November 1939, bescheinigt, dass es staatspolizeilich gegen die Auswanderung von Mutter und Tochter keine Einwände gebe. Am 15. April 1941 lag die Buchungsbestätigung des „Palestine & Orient Lloyd“ aus Berlin vor: Für die Passage von Lissabon nach New York waren 1 ½ Plätze für Martha und Ilse Schönfärber auf der „Nyassa“ reserviert; das Schiff der Reederei Companhia Nacional de Navegação sollte am 25. August 1941 mit den beiden ablegen. Bereits mit Schreiben vom 16. April 1941 teilte die „Reichsvereinigung der Juden in Deutschland / Abt. Wanderung“ mit, dass „die Ausreise ab Berlin nach Lissabon am 12. August 1941 in dem von uns organisierten Gruppentransport erfolgt“ – vorausgesetzt, alle notwendigen Visa lägen vor. Schließlich wurden Martha und ihre Tochter für den 21. Juli 1941 ins amerikanische Konsulat nach Stuttgart vorgeladen, um „den formellen Visumantrag zu stellen, damit Sie nach den Einwanderungsgesetzen in die Vereinigten Staaten zugelassen werden können.“ Für den Moment sah es so aus, als ob die Ausreise gelänge. Merkwürdig ist jedoch die Tatsache, dass Ilse in der Zeit vom 10. Juli 1941 bis 18. Oktober 1941 in Frankfurt/Friedberger Anlage 21/I gemeldet war, also während der entscheidenden Phase der Fluchtvorbereitung. Die Gründe hierfür liegen im Dunklen; auch ist unklar, ob in Stuttgart die erforderlichen Visa ausgehändigt worden sind. Fest steht, dass das Vorhaben zu emigrieren trotz aller Bemühungen scheiterte und Martha Schönfärber mit ihrer Tochter weiterhin im Elternhaus in der Wernarzer Straße wohnte. Das Anwesen befand sich allerdings zu diesem Zeitpunkt nicht mehr im Besitz der Familie. Am 7. Mai 1941 veräußerten Josef Kaufmann, Wilhelmine Binheim und Helene Königsberger das Hotel an ein Ehepaar aus Feldkirchen bei München. Der Familie wurde aber notariell ein kostenloses Wohnrecht im Hinterhaus bis zum 1. September 1941 eingeräumt – mit einer maximalen Verlängerung bei Zahlung einer ortsüblichen Miete bis 1. April 1942. Kurz vor Ablauf der Frist zogen Josef und Sara Kaufmann, ihre Tochter Martha und Enkelin Ilse am 27. März 1942 nach Würzburg in die Bibrastraße 6, ein jüdisches Unterkunftsquartier. Am 25. April 1942 mussten sich Martha und Ilse Schönfärber mit anderen unterfränkischen Juden unter Polizeiaufsicht von der Sammelstelle „Platz’scher Garten“ zum Würzburger Güterbahnhof Aumühle begeben. Alle wurden nach Krasniczyn, einem Transitghetto, deportiert. Mutter und Tochter wurden im Raum Lublin ermordet, möglicherweise im Vernichtungslager Belzec. |
|                                                | HIER WOHNTE BERTA SPIER JG. 1876 DEPORTIERT 1942 THERESIENSTADT ERMORDET 17.9.1942                                                                      | Ludwigstraße 20 ·                               | Berta Spier wurde am 23. April 1876 im hessischen Gemünden (Wohra) als Tochter des Lehrers Josef Spier und Sara, geborene Lissart, geboren. Berta hatte eine zwei Jahre ältere Schwester, Paula, geboren am 4. Februar 1874, die 1898 als erste ihre Heimatstadt zu verlassen und nach Brückenau zu ziehen. Im Jahr darauf folgte ihr die jüngere Schwester. Gemeinsam eröffneten und führten die beiden jüdischen Schwestern das Putz- und Modewarengeschäft „Spieri“ in der Ludwigstraße 20. Das Geschäft der beiden war wohlbekannt und hatte einen guten Ruf. Berta zeichnete eine ausgeprägte soziale Ader aus: Sie strickte Socken für die Frontsoldaten des Ersten Weltkriegs, organisierte Spendenkonzerte und -veranstaltungen und gab selbst immer großzügig Gaben für Bedürftige und Hinterbliebene. Trotz dieses bürgerschaftlichen karitativen Engagements wurde das Modegeschäft der Geschwister Spier in der Reichspogromnacht Ziel von Zerstörungen: Die Ladentür wurde eingetreten, das Haus gestürmt und geplündert. Bänder, Knöpfe, Nähseide und Hüte wurden auf die Straße geworfen. Im Juli 1939 verließen die Schwestern Brückenau notgedrungen und zogen nach Frankfurt am Main. Paula Spier erlag am 5. Dezember 1941 einem Krebsleiden. Am 16. September 1942 wurde Berta Spier mit dem Transport XII/3 nach Theresienstadt deportiert. Ihre Transportnummer war 1051. Sie starb am Tag danach um 2 Uhr nachts. Als Todesursache ist SUIZIDIUM angegeben, durch „Sturz aus dem Fenster des II. Stockwerkes“ mit „FRACTURA CRANII“ (Schädelbruch). Der Bad Brückenauer Autor Josef Krug setzt mit unten stehendem Gedicht Paula und Berta Spier ein Denkmal: … Auch die zwei Schwestern wurden nicht verschont: hing ein Plakat an der Türe: Boykott! Kauft nicht bei den Juden! … hingen Gesichter im Fenster einbrachen Fäuste, Geschrei ein Stein durch die Scheibe Stiefel auf Bänder und Hüte auf Stoffe heraus aus Regalen gerissen (Jüd! schrie’s, schrill in der Mundart Jüde! durchs Städtchen). Sie sind verschwunden, zwei Schwestern aus ihrem Laden, von ihren Stoffen dem Garn und den Wollknäuln, den Knöpfen den Büsten und Hüten aus dem behäbigen Kundengeschwätz den Wortwechseln und dem Schweigen des Städtchens Keiner will wissen wohin … |
|                                                | HIER WOHNTE PAULA SPIER JG. 1874 UNFREIWILLIG VERZOGEN 1939 FRANKFURT M. GEDEMÜTIGT / ENTRECHTET TOT 5.12.1941                                          | Ludwigstraße 20 ·                               | Paula Spier wurde am 4. Februar 1874 im hessischen Gemünden (Wohra) als Tochter von Josef und Sara Spier, geborene Lissart, geboren. Der Vater war von 1855 bis 1889 Lehrer an der dortigen israelitischen Elementarschule; sein Nachfolger wurde Willy Spier, ein älterer Bruder Paulas. Paula verließ als junge Frau ihre Heimatstadt und ließ sich am 1. März 1898 in Brückenau nieder. Ein Jahr später folgte ihr die jüngere Schwester Berta, geb. am 23. April 1876, nach. Gemeinsam eröffneten und führten die beiden jüdischen Schwestern das Putz- und Modewarengeschäft „Spieri“ in der Ludwigstraße 20. Das Geschäft der beiden war wohlbekannt und hatte einen guten Ruf. Die Schwestern Spier zeichneten sich zudem durch bürgerschaftlich karitatives Engagement aus. Trotzdem wurde das Modegeschäft in der Reichspogromnacht Ziel von Zerstörungen: Die Ladentür wurde eingetreten, das Haus gestürmt und geplündert. Bänder, Knöpfe, Nähseide und Hüte wurden auf die Straße geworfen. Im Juli 1939 verließen die Schwestern Brückenau, wo sie 40 Jahre lang gelebt und gearbeitet hatten, notgedrungen und zogen nach Frankfurt am Main / Unterlindau 53. Paula erkrankte schwer und erlag am 5. Dezember 1941 ihrem Krebsleiden. Sie wurde am 9. Dezember 1941 auf dem jüdischen Friedhof Eckenheimer Landstraße in Frankfurt/Main beerdigt. Ihre Schwester Berta wurde am 15. September 1942 nach Theresienstadt deportiert, wo sie zwei Tage später starb. |
|                                                | HIER WOHNTE MATHILDE STERN GEB. OPPENHEIMER JG. 1881 DEPORTIERT 1942 THERESIENSTADT 1944 AUSCHWITZ ERMORDET                                             | Alter Schlachthofweg 22 (Standort)              | Mathilde Stern , geb. Oppenheimer, wurde am 5. Februar 1881 in Hörstein /Bezirksamt Alzenau als Tochter von David Oppenheimer und seiner Ehefrau Ester, geb. Rothschild, geboren Am 1. Juni 1909 heiratete sie Siegmund Stern, Matzenbäcker in Brückenau. Die Hochzeit fand in Mathildes Heimatort statt. Das junge Paar wohnte in Brückenau über der Bäckerei. Am 21. April 1912 wurde die gemeinsame Tochter Recha geboren. Unter Mithilfe seiner Familie baute Siegmund Stern die Bäckerei aus. Im Frühjahr war die Nachfrage jeweils so groß, dass zusätzlich Leute eingestellt werden mussten; die begehrten Matzen wurden in Rollen verpackt und verschickt. Während des Novemberpogroms wurden die Scheiben der Bäckerei eingeschlagen; verängstigt stand die Familie Stern in ihrer Backstube, wie ein Zeitzeuge berichtete. Daraufhin sahen sich die Sterns gezwungen, ihr Haus zu verkaufen, und zogen am 13. Dezember 1938 nach Frankfurt/Main. Tochter Recha erkrankte schwer und verstarb am 4. Januar 1940. Sie wurde auf dem jüdischen Friedhof „Rat Beil-Straße“ in Frankfurt begraben. Am 15. September 1942 wurden Mathilde und Siegmund Stern von Frankfurt nach Theresienstadt deportiert (Transport XII/3 – Transportnummer 1202 und 1201), wo Siegmund Stern am 23. Mai 1943 ermordet wurde. Seine Frau Mathilde war bis zum 16. Mai 1944 im Ghetto Theresienstadt, danach wurde sie in das Vernichtungslager Auschwitz verbracht (Transport Ea – Transportnummer 115), wo sie ebenfalls ermordet wurde. [ 52 ] [ 53 ] [ 54 ] |
|                                                | HIER WOHNTE SIEGMUND STERN JG. 1874 DEPORTIERT 1942 THERESIENSTADT ERMORDET 23.5.1943                                                                   | Alter Schlachthofweg 22 (Standort)              | Siegmund Stern wurde am 24. März 1874 in Züntersbach /Kreis Schlüchtern geboren. Seine Eltern waren Salomon Stern (1839–1926) und dessen Ehefrau Amalia, geb. Goldschmidt (1841/1842–1917). Stern erlernte das Bäckerhandwerk. Im Jahr 1900 zog er nach Brückenau. Dort etablierte er im Alten Schlachthofweg 22/Ecke Unterhainstraße eine Matzenbäckerei . Am 1. Juni 1909 heiratete er Mathilde Oppenheimer, Tochter von David Oppenheimer und seiner Ehefrau Ester, geb. Rothschild aus Hörstein /Bezirksamt Alzenau. Mathilde wurde am 5. Februar 1881 geboren. Die Hochzeit fand in ihrem Heimatort statt. Das junge Paar wohnte in Brückenau über der Bäckerei. Am 21. April 1912 wurde die gemeinsame Tochter Recha geboren. Unter Mithilfe seiner Familie baute Siegmund Stern die Bäckerei aus. Im Frühjahr war die Nachfrage jeweils so groß, dass zusätzlich Leute eingestellt werden mussten; die begehrten Matzen wurden in Rollen verpackt und verschickt. Matzenbruch oder versehentlich zu dunkel gebackene Matzen verschenkte Siegmund Stern, der „Matzenbäcker“, als Naschwerk an die Kinder der Nachbarschaft, erinnert sich ein Zeitzeuge. Während des Novemberpogroms 1938 wurden die Scheiben der Bäckerei eingeschlagen; verängstigt stand die Familie Stern in ihrer Backstube, wie ein Zeitzeuge berichtete. Daraufhin sahen sich die Sterns gezwungen, ihr Haus zu verkaufen, und zogen am 13. Dezember 1938 nach Frankfurt/Main. Tochter Recha erkrankte schwer und verstarb am 4. Januar 1940. Sie wurde auf dem jüdischen Friedhof „Rat Beil-Straße“ in Frankfurt begraben. Am 15. September 1942 wurden Siegmund und Mathilde Stern von Frankfurt nach Theresienstadt deportiert (Transport XII/3 – Transportnummer 1201 und 1202), wo Siegmund Stern am 23. Mai 1943 ermordet wurde. Seine Frau Mathilde war bis zum 16. Mai 1944 im Ghetto Theresienstadt , danach wurde sie in das Vernichtungslager Auschwitz verbracht (Transport Ea – Transportnummer 115), wo sie ebenfalls ermordet wurde. [ 55 ] [ 56 ] [ 57 ] |
|                                                | HIER WOHNTE RECHA STERN JG. 1912 UNFREIWILLIG VERZOGEN 1938 FRANKFURT M. TOT 4.1.1940                                                                   | Alter Schlachthofweg 22                         | Recha Stern wurde am 21. April 1912 in Brückenau als Tochter von Si(e)gmund Stern und seiner Ehefrau Mathilde, geb. Oppenheimer, geboren. Ihre Familie ist weitläufig verwandt mit den drei jüdischen Familien Leopold, Max und Michael Zeller aus Brückenau. Ab Frühjahr 1918 bis 1925 besuchte Recha die Volksschule, wechselte danach für kurze Zeit an die private Brückenauer Realschule mit Lateinabteilung (das spätere Franz-Miltenberger-Gymnasium). Ab 1933 wurde die Familie schikaniert und gedemütigt. Beim Novemberpogrom 1938 wurden in der Matzenbäckerei die Fenster des Geschäfts eingeschlagen; die Inhaber, Familie Stern, standen (wie ein Zeitzeuge berichtete) verängstigt in der Backstube. Daraufhin sahen sich Sterns gezwungen, ihr Haus zu verkaufen, und zogen am 13. Dezember 1938 nach Frankfurt/Main in die Hanauer Landstraße 12. Recha erkrankte schwer, die Möglichkeiten medizinischer Versorgung waren für Juden eingeschränkt. Sie verstarb am 4. Januar 1940 an einer Gallensteinerkrankung. Die Beisetzung erfolgte vier Tage später auf dem jüdischen Friedhof „Rat Beil-Straße“. Ihre Ruhestätte liegt innerhalb des Friedhofs in dem Bereich, der der orthodoxen israelitischen Gemeinschaft vorbehalten war, die Grabinschrift ist ausschließlich in Hebräisch gehalten. Rechas Eltern wurden am 15. September 1942 von Frankfurt/Main nach Theresienstadt deportiert. Im Ghetto wurde Si(e)gmund Stern am 23. Mai 1943 ermordet. Seine Frau wurde am 16. Mai 1944 nach Auschwitz verbracht und dort ermordet. [ 58 ] |
|                                                | HIER WOHNTE SIEGFRIED STRAUSS JG. 1881 UNFREIWILLIG VERZOGEN 1940 FRANKFURT M. SCHICKSAL UNBEKANNT                                                      | Wernarzer Straße 8 (Staatsbad)                  | Siegfried Strauß wurde am 12. Oktober 1881 als jüngstes Kind der Eheleute Abraham und Hanna Strauß, geb. Lichtenau, in Brückenau geboren. Nach dem Besuch der Volksschule absolvierte er bei der Firma „S Tannenwald Söhne“ eine kaufmännische Lehre und verblieb dort insgesamt fünf Jahre. Nachdem sein Vater, ursprünglich Viehhändler, im Jahre 1900 das Hotel Kullmann in Wernarz (Brückenau-Bad) erworben hatte, arbeitete er während der Saison im elterlichen Betrieb mit; nur winters war er als Händler für Schreinerartikel, später Wein, unterwegs. Das Hotel Strauß, das jüdischen Gästen eine koschere Küche bot, erfreute sich großer Nachfrage. Seit 1910 waren die Geschwister Siegfried, Ida und Emilie gemeinsame Eigentümer; die Eltern waren die Betreiber, auf die die Konzession ausgestellt blieb. 1919 erwarb Siegfried die angrenzende Villa, in der ebenfalls Zimmer an Badegäste vermietet wurden. Während des Ersten Weltkrieges war Siegfried Strauß, 1915 eingezogen, einer bayerischen Kompanie als Pionier zugeordnet. Am 12. Januar 1920 heiratete Siegfried Strauß in Reichmannsdorf (bei Bamberg) Frieda Hirnheimer, geboren am 28. September 1895 ebendort. Das Paar lebte in Wernarz und bekam fünf Kinder: Hanna kam im März 1923 zur Welt; 1925 gebar Frieda Drillinge: Susi und Martha, das dritte Kind war eine Totgeburt und ist auf dem jüdischen Friedhof in Brückenau begraben. Evelyn wurde im Januar 1927 geboren. Die nationalsozialistische Politik zielte durch Verordnungen und Zwangsmaßnahmen von Anfang an darauf ab, die jüdischen Hotels im Kurbad wirtschaftlich zu schwächen bzw. zu schließen. So wurde eine „Betriebsbesichtigung“ im April 1937 durch die Deutsche Arbeitsfront (DAF) durchgeführt, bei der man etwas zu beanstanden suchte und folglich „größte Unsauberkeit“ konstatierte und mit „Empörung“ feststellte, dass „Gerätschaften“ in der Küche in einem „verwahrlosten Zustand“ seien. (In einem Nachtrag zur Vernehmung von Siegfried Strauß vom 24. August 1937 wurde in einem Protokoll der Gestapo allerdings abweichend notiert, dass die Küche gar nicht kontrolliert worden war.) Der Hotelbetrieb durfte dann zwar zum bevorstehenden Saisonbeginn öffnen, wurde jedoch mit dem Verbot belegt, „deutschblütiges weibliches Personal“ länger zu beschäftigen (Schreiben des Bezirksamtes Brückenau vom 3. Mai 1937). Strauß musste sich von seinen Mitarbeiterinnen trennen, unabhängig davon, ob sie mit dem Beschäftigungsverhältnis zufrieden waren. Im August 1937 wurde, ebenfalls von der DAF initiiert, eine weitere „Betriebskontrolle“ mit dem zu erwartenden negativen Ergebnis vorgenommen. Unter anderem wurden verdorbene Lebensmittel moniert; Rindfleischstücke wurden beschlagnahmt und der Staatlichen Untersuchungsanstalt für Nahrungs- und Genussmittel Würzburg zwecks Begutachtung zugeführt. Das Amt kam zu dem Ergebnis, dass Anzeichen von fauler Zersetzung, von Verdorbenheit und Genußunfähigkeit nicht vorhanden seien. (Schreiben vom 23. August 1937). Die angefallenen Gebühren musste Strauß dennoch übernehmen. Bei einer Vernehmung durch die Gestapo gab Siegfried Strauß am 19. August 1937 zu Protokoll, dass die Familie erwäge, das Hotel durch Vermittlung des Bürgermeisters Dr. Trost zu verkaufen, um mit dem Erlös im Ausland eine neue Existenz gründen zu können – ein Vorhaben, das dann aber nicht realisiert worden ist. Nach den gewalttätigen Übergriffen und dem Vandalismus in der sogenannten Reichspogromnacht wurden Siegfried Strauß und seine Schwester Emilie als Eigentümer des Hotels aufgefordert, das Haus schenkungsweise der Volkswohlfahrt zu übergeben. Da sich Strauß weigerte, kam er noch am gleichen Abend in sogenannte Schutzhaft. Er wandte gegen diese Maßnahme ein, dass er keine Feindschaften habe und zu Hause vier kleine Kinder und eine kranke Frau warteten (Vernehmungsprotokoll der Gendarmerie-Station Brückenau vom 15. November 1938). Entlassen wurde er am 24. November 1938. Im Juli 1940 wurde Siegfried Strauß wegen Hamsterns (Tauschhandel: Schnaps und Butter gegen Seife) festgenommen und vom Amtsgericht Brückenau zu sechs Wochen Haft verurteilt, die er ab dem 2. August verbüßte. In der Woche nach seiner Entlassung starb Siegfrieds Ehefrau Frieda (18. September 1940), die an Diabetes und Herzmuskelschwäche litt. Sie wurde nicht in Brückenau, sondern auf dem Judenfriedhof in Geroda beigesetzt. Die von den Nationalsozialisten im Mai 1939 durchgeführte Volkszählung führte Strauß bereits als in Frankfurt am Main / Am Schützenbrunnen 13 wohnhaft auf; der endgültige Umzug erfolgte aber erst am 2. Oktober 1940 nach dem Tod von Frieda Strauß. Im Haus Am Schützenbrunnen 13, das im Besitz der Familie Griesheimer war, fanden während des Dritten Reiches viele deutsche Juden Unterkunft. Am 9. November 1941 wurden die ersten 13 Bewohner nach Riga zwangsverbracht; für das Jahr 1942 ist dokumentiert, dass weitere Personen aus dem Haus nach dem Osten deportiert worden sind, unter ihnen – mit einer gewissen Wahrscheinlichkeit – auch Siegfried Strauß und seine Kinder. |
|                                                | HIER WOHNTE HANNA STRAUSS JG. 1923 UNFREIWILLIG VERZOGEN 1939 FRANKFURT M. SCHICKSAL UNBEKANNT                                                          | Wernarzer Straße 8 (Staatsbad)                  | Hanna Strauß wurde am 8. März 1923 in Wernarz geboren. Sie war das älteste Kind des Ehepaares Siegfried Strauß (1881–1942/45) und seiner Ehefrau Frieda, geb. Hirnheimer (1895–1940). Mit dem gewählten Vornamen wurde ein Bezug zu den Großmüttern mütter- und väterlicherseits hergestellt, die auch Hanna bzw. Hannchen hießen. Nach dem Besuch der jüdischen Volksschule konnte Hanna, dank ihrer guten Leistungen, im Frühjahr 1933 in die erste Klasse der Städtischen Realschule mit Lateinabteilung überwechseln, die 1924 durch einen Verein engagierter Bürger, der auch Juden angehörten, gegründet worden war (und aus der das Franz-Miltenberger-Gymnasium hervorging). „Die recht fleißige und brave Schülerin“, so ihr Klassenlehrer Zehnder im Jahreszeugnis, „erzielte in den meisten Fächern erfreuliche Erfolge.“ In der zweiten Klasse waren offensichtlich antisemitische Repressalien so groß geworden, dass Siegfried Strauß seine Tochter im August abmeldete und sie an die Israelitische Volksschule nach Würzburg überwies. Ab dem 3. November 1937 besuchte sie dann die Städtische Hauswirtschaftliche Berufsschule in München. Ihr Umzug in die vom Vater angemietete Wohnung in Frankfurt am Main / Am Schützenbrunnen 13 ist für das Frühjahr 1939 belegt, in Brückenau erfolgte die offizielle Abmeldung am 20. September 1939, zwei Tage nach dem Tod der Mutter. Mutmaßlich wurde Hanna von Frankfurt aus nach Osten deportiert und ermordet. |
|                                                | HIER WOHNTE MARTHA STRAUSS JG. 1925 UNFREIWILLIG VERZOGEN 1939 FRANKFURT M. SCHICKSAL UNBEKANNT                                                         | Wernarzer Straße 8 (Staatsbad)                  | Martha Strauß wurde am 16. August 1925 in Wernarz (das 1939 zu Brückenau eingemeindet wurde) geboren. Sie gehörte mit ihrer Schwester Susi zu Drillingen; das dritte Kind war eine Totgeburt und ist auf dem jüdischen Friedhof in Brückenau begraben. Ihre Eltern – Siegfried Strauß (1881–1942/45) und seine Ehefrau Frieda, geb. Hirnheimer (1895–1940) – hatten bereits eine ältere Tochter, Hanna (* 1923). Am 23. Januar 1927 bekam das Paar mit Evelyn eine weitere Tochter. Vater Siegfried Strauß war gemeinsam mit seinen Schwestern Ida (1872–1936) und Emilie (1874–1943) Eigentümer des renommierten jüdischen Hotels „Strauß“; deren Eltern Abraham (gestorben 1924) und Hanna Strauß blieben aber die Betreiber, auf die die Konzession ausgestellt war. Die nationalsozialistische Politik zielte durch Verordnungen und Zwangsmaßnahmen von Anfang an darauf ab, die jüdischen Hotels im Kurbad ökonomisch zu schwächen bzw. zu schließen. Schließlich erwog die Familie das Haus zu verkaufen und zu emigrieren, was aber misslang. Zu den vielfältigen Schikanen und wirtschaftlichen Schwierigkeiten kam hinzu, dass Frieda Strauß schwer erkrankte; sie litt an Diabetes und Herzmuskelschwäche. In der sogenannten Reichspogromnacht im November 1938 kam es zu gewalttätigen Übergriffen und Vandalismus. Siegfried Strauß und seine Schwester Emilie wurden als Eigentümer des Hotels aufgefordert, das Haus schenkungsweise der Volkswohlfahrt zu übergeben. Da sich Strauß weigerte, kam er noch am gleichen Abend in sogenannte Schutzhaft. Er wandte gegen diese Maßnahme ein, dass er keine Feindschaften habe und zu Hause vier kleine Kinder und eine kranke Frau warteten. Martha, Susi und Evelyn zogen am 14. April 1939 in eine vom Vater angemietete Wohnung nach Frankfurt am Main / Am Schützenbrunnen 13, möglicherweise unter der Aufsicht ihrer ältesten Schwester Hanna, die dort ebenfalls gemeldet war. Ihr Vater und ihre Tante Emilie Heimann hatten bis zum Tod der Mutter (18. September 1940, begraben in Geroda) ihren Hauptwohnsitz in Brückenau und zogen erst im Oktober 1940 endgültig nach Frankfurt nach. Im Haus Am Schützenbrunnen 13, das im Besitz der Familie Griesheimer war, fanden während des Dritten Reiches viele deutsche Juden Unterkunft. Am 9. November 1941 wurden die ersten 13 Bewohner nach Riga zwangsverbracht; für das Jahr 1942 ist dokumentiert, dass weitere Personen aus dem Haus nach dem Osten deportiert worden sind, unter ihnen – mit einer gewissen Wahrscheinlichkeit – auch Siegfried Strauß und seine Kinder. |
|                                                | HIER WOHNTE SUSI STRAUSS JG. 1925 UNFREIWILLIG VERZOGEN 1939 FRANKFURT M. SCHICKSAL UNBEKANNT                                                           | Wernarzer Straße 8 (Staatsbad)                  | Susi Strauß wurde am 16. August 1925 in Wernarz (1939 zu Brückenau eingemeindet) geboren. Sie gehörte mit ihrer Schwester Martha zu Drillingen; das dritte Kind war eine Totgeburt und ist auf dem jüdischen Friedhof in Brückenau begraben. Ihre Eltern – Siegfried Strauß (1881–1942/45) und seine Ehefrau Frieda, geb. Hirnheimer (1895–1940) – hatten bereits eine ältere Tochter, Hanna (* 1923). Am 23. Januar 1927 bekam das Paar mit Evelyn eine weitere Tochter. Vater Siegfried Strauß war gemeinsam mit seinen Schwestern Ida (1872–1936) und Emilie (1874–1943) Eigentümer des renommierten jüdischen Hotels „Strauß“; deren Eltern Abraham (gestorben 1924) und Hanna Strauß blieben aber die Betreiber, auf die die Konzession ausgestellt war. Die nationalsozialistische Politik zielte durch Verordnungen und Zwangsmaßnahmen von Anfang an darauf ab, die jüdischen Hotels im Kurbad ökonomisch zu schwächen bzw. zu schließen. Schließlich erwog die Familie das Haus zu verkaufen und zu emigrieren, was aber misslang. Zu den vielfältigen Schikanen und wirtschaftlichen Schwierigkeiten kam hinzu, dass Frieda Strauß schwer erkrankte; sie litt an Diabetes und Herzmuskelschwäche. In der sogenannten Reichspogromnacht im November 1938 kam es zu gewalttätigen Übergriffen und Vandalismus. Siegfried Strauß und seine Schwester Emilie wurden als Eigentümer des Hotels aufgefordert, das Haus schenkungsweise der Volkswohlfahrt zu übergeben. Da sich Strauß weigerte, kam er noch am gleichen Abend in sog. Schutzhaft. Er wandte gegen diese Maßnahme ein, dass er keine Feindschaften habe und zu Hause vier kleine Kinder und eine kranke Frau warteten. Martha, Susi und Evelyn zogen am 14. April 1939 in eine vom Vater angemietete Wohnung nach Frankfurt am Main / Am Schützenbrunnen 13, möglicherweise unter der Aufsicht ihrer ältesten Schwester Hanna, die dort ebenfalls gemeldet war. Ihr Vater und ihre Tante Emilie Heimann hatten bis zum Tod der Mutter (18. September 1940, begraben in Geroda) ihren Hauptwohnsitz in Brückenau und zogen erst im Oktober 1940 endgültig nach Frankfurt nach. Im Haus Am Schützenbrunnen 13, das im Besitz der Familie Griesheimer war, fanden während des Dritten Reiches viele deutsche Juden Unterkunft. Am 9. November 1941 wurden die ersten 13 Bewohner nach Riga zwangsverbracht; für das Jahr 1942 ist dokumentiert, dass weitere Personen aus dem Haus nach dem Osten deportiert worden sind, unter ihnen – mit einer gewissen Wahrscheinlichkeit – auch Siegfried Strauß und seine Kinder. |
|                                                | HIER WOHNTE EVELYN STRAUSS JG. 1927 UNFREIWILLIG VERZOGEN 1939 FRANKFURT M. SCHICKSAL UNBEKANNT                                                         | Wernarzer Straße 8 (Staatsbad)                  | Evelyn Strauß wurde am 23. August 1927 in Wernarz (seit 1939 ein Ortsteil von Brückenau) als jüngstes Kind der Eheleute Siegfried Strauß (1881–1942/45) und Frieda, geb. Hirnheimer, (1895–1940) geboren. Ihre älteste Schwester Hanna kam 1923 zur Welt; Martha und Susi – Drillinge, von denen das dritte Kind eine Totgeburt war, das auf dem jüdischen Friedhof in Brückenau begraben liegt –– wurden 1925 geboren. Vater Siegfried Strauß war gemeinsam mit seinen Schwestern Ida (1872–1936) und Emilie (1874–1943) Eigentümer des renommierten jüdischen Hotels Strauß; deren Eltern Abraham (gestorben 1924) und Hanna Strauß blieben aber die Betreiber, auf die die Konzession ausgestellt war. Die nationalsozialistische Politik zielte durch Verordnungen und Zwangsmaßnahmen von Anfang an darauf ab, die jüdischen Hotels im Kurbad ökonomisch zu schwächen bzw. zu schließen. Schließlich erwog die Familie das Haus zu verkaufen und zu emigrieren, was aber misslang. Zu den vielfältigen Schikanen und wirtschaftlichen Schwierigkeiten kam hinzu, dass Frieda Strauß schwer erkrankte; sie litt an Diabetes und Herzmuskelschwäche. In der sogenannten Reichspogromnacht im November 1938 kam es zu gewalttätigen Übergriffen und Vandalismus. Siegfried Strauß und seine Schwester Emilie wurden als Eigentümer des Hotels aufgefordert, das Haus schenkungsweise der Volkswohlfahrt zu übergeben. Da sich Strauß weigerte, kam er noch am gleichen Abend in sog. Schutzhaft. Er wandte gegen diese Maßnahme ein, dass er keine Feindschaften habe und zu Hause vier kleine Kinder und eine kranke Frau warteten. Martha, Susi und Evelyn zogen am 14. April 1939 in eine vom Vater angemietete Wohnung nach Frankfurt am Main / Am Schützenbrunnen 13, möglicherweise unter der Aufsicht ihrer ältesten Schwester Hanna, die dort ebenfalls gemeldet war. Ihr Vater und ihre Tante Emilie Heimann hatten bis zum Tod der Mutter (18. September 1940, begraben in Geroda) ihren Hauptwohnsitz in Brückenau und zogen erst im Oktober 1940 endgültig nach Frankfurt nach. Im Haus Am Schützenbrunnen 13, das im Besitz der Familie Griesheimer war, fanden während des Dritten Reiches viele deutsche Juden Unterkunft. Am 9. November 1941 wurden die ersten 13 Bewohner nach Riga zwangsverbracht; für das Jahr 1942 ist dokumentiert, dass weitere Personen aus dem Haus nach dem Osten deportiert worden sind, unter ihnen – mit einer gewissen Wahrscheinlichkeit – auch Siegfried Strauß und seine Kinder. |
|                                                | HIER WOHNTE KAROLINE TANNENWALD GEB. MÜLLER JG. 1863 UNFREIWILLIG VERZOGEN 1942 WÜRZBURG TOT 20.3.1943 VOR DER DEPORTATION                              | Ludwigstraße 31 ·                               | Karoline Tannenwald, geb. Müller, – auch Karolina und Lina sind als Rufnamen belegt – wurde am 19. März 1863 in Würzburg geboren. Ihre Eltern waren Adolf Müller (1838–1896), der aus Niederwerrn stammte, und Klara Müller geb. Müller aus Würzburg. Sie hatte sechs Geschwister: Eugen, Hugo, Ludwig, Gustav, Luzia und Justin. Die Mutter starb bereits um 1870. In der Folge heiratete der Vater ein zweites Mal. Mit ihrer Stiefmutter Bertha, geb. Lebrecht, aus Schweinfurt, zeugte er weitere fünf Kinder: Camilla, Clothilde, Otto, Richard und Max. Am 9. Oktober 1888 heiratete Karoline in Würzburg Julius Tannenwald, geboren am 11. Juni 1860 in Schmalnau/Kreis Fulda, und zog zu ihm nach Brückenau, wo sein Vater ein Bankgeschäft und einen Manufakturenladen betrieb. Das Paar hatte zwei Kinder, die beide in Brückenau geboren wurden: Klara am 3. Mai 1891 und Lothar am 8. Oktober 1894. Nach dem Tod ihres Mannes am 2. Dezember 1925, der auf dem zwei Jahre zuvor neu angelegten Brückenauer Judenfriedhof in der Leimbachstraße beerdigt wurde, führte sie mit ihren beiden Kindern den Familienbetrieb in der Ludwigstraße 31 weiter: „S. Tannenwald Söhne. Bankgeschäft/Manufakturwaren – Allgemeine Verkaufsstelle der Preußen-Südd. Klassenlotterie“. Das „S.“ in der Firmenbezeichnung stand für Seligmann Tannenwald, dem Geschäftsgründer und Schwiegervater bzw. Großvater. Die Familie war offensichtlich gut in der Stadt integriert. So nahm Lothar als junger Mann im Ersten Weltkrieg als Frontkämpfer teil und war Mitglied des Rhönclubs. Im Juli 1938 wurde Karoline Tannenwald von der Stadt Brückenau als Inhaberin eines jüdischen Gewerbebetriebs registriert – eine Statistik, die die Liquidierung des Geschäfts vorbereiten sollte. Die Reichspogromnacht traf die Familie hart. Bereits am Abend des 9. November 1938 versuchte der Leiter der Nationalsozialisten Volkswohlfahrt (NSV) Karolines Sohn zu zwingen, eine vorgefertigte Übereignungserklärung für die Bank, das Geschäft und allen Grundbesitz zugunsten der NSV zu unterschreiben. Lothar Tannenwald weigerte sich jedoch und wurde inhaftiert. Am Morgen nach der Reichspogromnacht am 10. November 1938 kam es zu Plünderungen im Wohn- und Geschäftshaus in der Ludwigstraße. Lothar Tannenwald war sodann vom 25. November 1938 bis zum 12. Dezember 1938 in sog. Schutzhaft im Konzentrationslager Dachau. Trotz aller Drangsalierungen und roher Gewalt verließ die Familie ihre Heimatstadt nicht. Karoline Tannenwald zeigte sich lange überzeugt: „Wir sind doch ordentliche Leute: Was kann uns geschehen?“ Schließlich verschlechterte sich ihr Gesundheitszustand so, dass ihr eine Emigration nicht mehr möglich war. Die Kinder blieben bei ihrer kranken Mutter. Die Tannenwald'sche Immobilie ging schließlich, nach Zustimmung des Gauwirtschaftsberaters Mainfranken, in den Besitz eines einheimischen Spenglerei- und Installationsbetriebes über. Für den 22. April 1942 verfügten die Nationalsozialisten, dass die letzten deutschen Juden aus dem Landkreis Brückenau nach Würzburg zwangsverbracht würden, sodass die Region als „judenfrei“ gelten könne. Neben Karolines Kindern Klara und Lothar wurden weitere dreizehn Personen „evakuiert“ – Karoline Tannenwald war nicht darunter, möglicherweise war sie zu diesem Zeitpunkt schon in Würzburg in einem Jüdischen Krankenhaus. Klara und Lothar wurden bereits drei Tage später, am 25. April 1942, von Würzburg aus nach Kraśniczyn deportiert und im Raum Lublin ermordet. Auf einer Meldekarte aus dem Stadtarchiv Bad Brückenau ist registriert, dass Karoline Tannenwald aus ihrem Heimatort offiziell am Donnerstag, 20. August 1942 nach Würzburg verzog; ein Abmeldedatum wird jedoch nicht eigens genannt. Abweichend hierzu ist in Würzburg der Zuzug bereits für den 17. August 1942 notiert. In Würzburg war sie im israelitischen Kranken- und Pfründnerhaus in der Dürerstraße 20 untergebracht. Am 23. September 1942 wurden ab Würzburg Pflegepersonal und Patienten, auch aus der Dürerstraße, nach Theresienstadt verschleppt. Damit galt die Deportation älterer Juden aus Bayern vorläufig als zum Abschluss gebracht. Auf den Deportationslisten findet sich allerdings nicht der Name von Karoline Tannenwald. Mutmaßlich war sie für den Transport zu schwach. Schließlich wurde sie in ein sog. Judenhaus, in der Bibrastraße 6, verlegt. Aus Aufzeichnungen der „Kultusvereinigung München / Bezirksstelle Bayern der Reichsvereinigung der Juden in Deutschland“ geht hervor, dass sie einen Tag nach ihrem 80. Geburtstag, am 20. März 1943, in Würzburg verstarb. Wo sie beerdigt wurde, ist nicht bekannt. Die Annahme, sie sei auf dem Judenfriedhof in Brückenau bestattet worden, kann als kaum wahrscheinlich gelten. Der 2008 für sie in Rimpar verlegte Stolperstein trägt eine fehlerhafte Inschrift. |
|                                                | HIER WOHNTE KLARA TANNENWALD JG. 1891 DEPORTIERT 1942 KRASNYSTAW ERMORDET                                                                               | Ludwigstraße 31 ·                               | Klara Tannenwald wurde am 3. März 1891 in Brückenau geboren; sie war die Tochter von Julius Tannenwald (1860–1925) und seiner Frau Karoline, geb. Müller (1863–1943), die aus Würzburg stammte. Klaras Großvater Seligmann Tannenwald hatte in Brückenau ein Geschäft gegründet, das gut etabliert war: „S. Tannenwald Söhne. Bankgeschäft/Manufakturwaren – Allgemeine Verkaufsstelle der Preußen-Südd. Klassenlotterie“. Nach ihm hatte sein Sohn Julius dessen Leitung inne. Julius Tannenwald starb 1925 und wurde auf dem neuen jüdischen Friedhof Brückenau in der Leimbachstraße beerdigt. Nach seinem Tod übernahmen die Geschwister Klara und Lothar mit ihrer Mutter die alleinige Verantwortung für die Bank und das Textilgeschäft. Die Reichspogromnacht traf die Familie hart. Eine Zeugin, die Haushälterin „es Liesje“, sagte in einem Prozess vor dem Landgericht Würzburg nach dem Zweiten Weltkrieg aus, dass bereits am Abend des 9. November 1938 der Leiter der Nationalsozialistischen Volkswohlfahrt (NSV) zu Lothar Tannenwald in dessen Küche kam. Er legte ihm eine vorgefertigte Übereignungserklärung für die Bank, das Geschäft und allen Grundbesitz zugunsten der NSV vor. Als Tannenwald sich weigerte zu unterschreiben, legte der Uniformierte seine geladene Dienstpistole auf den Tisch, um Druck auszuüben. Tannenwald unterschrieb dennoch nicht und kam ins Gefängnis. Am Morgen nach der Reichspogromnacht am 10. November 1938 kam es unter dem Kommando des Sturmbannführers Siebel zu Plünderungen und Zerstörungen im Wohn- und Geschäftshaus in der Ludwigstraße. Dabei wurde auch eine Schaufensterpuppe aus dem Fenster des ersten Stocks geworfen – Passanten hielten sie im ersten Moment für die hinabgestoßene Klara Tannenwald. Klaras Bruder kam am 25. November 1938 in Schutzhaft ins Konzentrationslager KZ Dachau. Er blieb dort bis zum 12. Dezember 1938 interniert. Trotz aller Drangsalierungen und roher Gewalt beschlossen die ledigen Geschwister in Brückenau zu bleiben. Mit Rücksicht auf ihre kranke Mutter, die gesagt hatte: „Wir sind doch ordentliche Leute: Was kann uns geschehen“, sahen sie von einer Emigration ab. Am 22. April 1942 wurden Klara und Lothar Tannenwald (mit vier weiteren Brückenauer Juden) nach Würzburg zwangsverbracht. Nach dieser „Evakuierung“ war Brückenau „judenfrei“; die Mutter war offensichtlich schon in Würzburg, vermutlich in einem Jüdischen Krankenhaus. Die beiden Tannenwald-Geschwister wurden bereits drei Tage später, am 25. April 1942, vom Bahnhof Aumühle in Würzburg nach Krasnystaw deportiert und im Raum Lublin ermordet. Karoline Tannenwald starb am 20. März 1943 in Würzburg. |
|                                                | HIER WOHNTE LOTHAR TANNENWALD JG. 1894 'SCHUTZHAFT' 1938 DACHAU DEPORTIERT 1942 KRASNYSTAW ERMORDET                                                     | Ludwigstraße 31 ·                               | Lothar Tannenwald wurde am 8. Oktober 1894 in Brückenau geboren; er war der Sohn von Julius Tannenwald (1860–1925) und seiner Frau Karoline, geb. Müller (1863–1943), die aus Würzburg stammte. Lothars Großvater Seligmann Tannenwald hatte in Brückenau ein Geschäft gegründet, das gut etabliert war: „S. Tannenwald Söhne. Bankgeschäft/Manufakturwaren – Allgemeine Verkaufsstelle der Preußen-Südd. Klassenlotterie“. Nach ihm hatte Lothars Vater Julius dessen Leitung inne. Lothar besuchte in Würzburg von 1905 bis 1913 die Oberrealschule. Als junger Mann nahm er am Ersten Weltkrieg als Frontkämpfer teil; er wurde mit dem Eisernen Kreuz ausgezeichnet. Dass die Familie in den 1920er Jahren gut in der Stadt integriert war, lässt sich etwa daraus schließen, dass Lothar Mitglied des Rhönclubs war. Julius Tannenwald starb 1925 und wurde auf dem neuen jüdischen Friedhof Brückenau in der Leimbachstraße beerdigt. Nach seinem Tod übernahmen die Geschwister Klara und Lothar mit ihrer Mutter die alleinige Verantwortung für die Bank und das Textilgeschäft. Die Reichspogromnacht traf die Familie hart. Eine Zeugin, die Haushälterin „es Liesje“, sagte in einem Prozess vor dem Landgericht Würzburg nach dem Zweiten Weltkrieg aus, dass bereits am Abend des 9. November 1938 der Leiter der Nationalsozialistischen Volkswohlfahrt (NSV) zu Lothar Tannenwald in dessen Küche kam. Er legte ihm eine vorgefertigte Übereignungserklärung für die Bank, das Geschäft und allen Grundbesitz zugunsten der NSV vor. Als Tannenwald sich weigerte zu unterschreiben, legte der Uniformierte seine geladene Dienstpistole auf den Tisch, um Druck auszuüben. Tannenwald unterschrieb dennoch nicht und kam ins Gefängnis. Am Morgen nach der Reichspogromnacht am 10. November 1938 kam es zu Plünderungen im Wohn- und Geschäftshaus in der Ludwigstraße. Dabei wurde auch eine Schaufensterpuppe aus dem Fenster des ersten Stocks geworfen – Passanten hielten sie im ersten Moment für die hinabgestoßene Klara Tannenwald. Lothar kam am 25. November 1938 in Schutzhaft ins Konzentrationslager nach KZ Dachau. Er blieb dort bis zum 12. Dezember 1938 interniert. Trotz aller Drangsalierungen und roher Gewalt beschlossen die ledigen Geschwister in Brückenau zu bleiben. Mit Rücksicht auf ihre kranke Mutter, die gesagt hatte: „Wir sind doch ordentliche Leute: Was kann uns geschehen“, sahen sie von einer Emigration ab. Am 22. April 1942 wurden Lothar und Klara Tannenwald (mit vier weiteren Brückenauer Juden) nach Würzburg zwangsverbracht. Nach dieser „Evakuierung“ war Brückenau „judenfrei“; die Mutter war offensichtlich schon in Würzburg, vermutlich in einem Jüdischen Krankenhaus. Die beiden Tannenwald-Geschwister wurden bereits drei Tage später, am 25. April 1942, vom Bahnhof Aumühle in Würzburg nach Krasnystaw deportiert und im Raum Lublin ermordet. Karoline Tannenwald starb am 20. März 1943 in Würzburg. |
|                                                | HIER WOHNTE REGINA VANDEWART JG. 1879 UNFREIWILLIG VERZOGEN 1936 BERLIN DEPORTIERT 1942 TRANSIT-GHETTO PIASKI ERMORDET                                  | Buchwaldstraße 15                               | Regina Vandewart geb. Michalowsky wurde am 1. Juli 1879 im Ortsteil Oberriedenberg geboren. Sie heiratete Theodor Vandewart, geboren 1878. Das Ehepaar hatte zwei Kinder, Joseph, geboren 1915, und Gerda, die beide rechtzeitig in die Vereinigten Staaten emigrieren konnten. Das Ehepaar blieb in Deutschland und wurde am 28. März 1942 mit Transport No. 11 von Berlin in das Ghetto Piaski nahe Lublin verschleppt. Beide wurden vom NS-Regime ermordet. Beide Kinder heirateten, Joseph hatte zumindest ein Kind und zwei Enkelkinder. Die Kinder und ihre Partner lebten in New York City. |
|                                                | HIER WOHNTE THEODOR VANDEWART JG. 1878 UNFREIWILLIG VERZOGEN 1936 BERLIN DEPORTIERT 1942 TRANSIT-GHETTO PIASKI ERMORDET                                 | Buchwaldstraße 15                               | Theodor Vandewart wurde am 14. November 1878 in Hofheim in Unterfranken geboren. Er heiratet Regina geb. Michalowsky, geboren 1879, die aus Bad Brückenau stammte. Das Ehepaar hatte zwei Kinder, Joseph, geboren 1915, und Gerda, die beide rechtzeitig in die Vereinigten Staaten emigrieren konnten. Das Ehepaar blieb in Deutschland und wurde am 28. März 1942 mit Transport No. 11 von Berlin in das Ghetto Piaski nahe Lublin verschleppt. Beide wurden vom NS-Regime ermordet. Joseph Vandewert heiratete Jeanette Goldberg, sie bekamen ein Kind und zwei Enkelkinder. Gerda Vandewert heiratete Kurt Löwensohn, den sie bereits in Deutschland kennen gelernt hatte. |
|                                                | HIER WOHNTE THERESE WITTEKIND JG. 1864 EINGEWIESEN 1940 HEILANSTALT RÖMERSHAG 'VERLEGT' 14.9.1940 ZWISCHENANSTALT EGLFING/HAAR ERMORDET                 | Schlossstraße 14 (Pflegeheim Schloss Römershag) | Therese Wittekind wurde am 29. April 1864 in Bad Kissingen als Tochter der jüdischen Eheleute Salomon Wittekind und Nanny, geb. Meininger, geboren. Sie lebte mit ihren Eltern und den drei älteren Geschwistern Simon (* 1854), Aron (* 1856) und Regina (* 1862) in der Zwingergasse. Später bekam sie noch einen Bruder, Benedikt. Sie blieb ledig und konnte wohl aufgrund einer Erkrankung, über die nichts Näheres bekannt ist, keinen Beruf ausüben. Ihr Lebensunterhalt war dennoch dank der Mieteinnahmen aus einem kleinen Haus in der Bad Kissinger Altstadt gesichert. Am 30. Juni 1940 wurde sie in die Heil- und Pflegeanstalt Römershag eingewiesen, in der die Pflege und Betreuung der Kongregation der Erlöserschwestern (Würzburg) oblag. Zu diesem Zeitpunkt war das Haus stark belegt, u. a. weil die Anstalt Klingenmünster (Pfalz) am 10. September 1939 geräumt werden musste und 20 Patienten von dort nach Römershag verlegt worden waren. Am 14. September 1940 wurde sie im Zuge der „T4-Sonderaktion“ für jüdische Patienten nach Eglfing-Haar verlegt. Mit großer Wahrscheinlichkeit wurde sie von dieser „Zwischenanstalt“ mit dem sogenannten „Jüdischen Sammeltransport“ am 20. September 1940 nach Hartheim weiterverlegt und dort noch am selben Tag ermordet. Die Behauptung, sie sei am 18. Januar 1942 in der Irrenanstalt Cholm verstorben, entbehrt jeder Grundlage. Neben der Verschleierung der wahren Todesumstände geht es in dem archivierten Schreiben um die Einforderung fiktiver Kosten für Pflege und Einäscherung. |
|                                                | HIER WOHNTE FLORA ZELLER JG. 1873 GEDEMÜTIGT / ENTRECHTET UNFREIWILLIG VERZOGEN WÜRZBURG TOT 24.06.1940                                                 | Sinntor 6                                       | Flora Fanny Zeller, geb. Heller, wurde am 3. August 1873 in Forchheim als Tochter der jüdischen Eheleute Salomon und Babette Heller, geb. Strauß, geboren. Sie wuchs mit ihren Eltern und den Schwestern Kathinka, Kläre, Paulina und Julie in Forchheim auf. Am 6. Juni 1911 heiratete sie in Heidingsfeld Leopold Zeller, den Bruder von Michael und Max Zeller. In seiner Heimatstadt Brückenau betrieb er eine jüdische Metzgerei, zu der auch christliche Kunden zählten. Das Paar blieb kinderlos. Später zog die verwitwete Mutter Floras hinzu, die am 27. Januar 1933 im Alter von 91 Jahren starb und auf dem jüdischen Friedhof in Brückenau beigesetzt wurde. Am 22. Juli 1936 starb Floras Mann Leopold im Alter von 57 Jahren. Er wurde ebenfalls auf dem jüdischen Friedhof Brückenau beerdigt. Im Zuge der Reichspogromnacht kam es im Haus der Zellers zu einem schweren Hausfriedensbruch. Ein Brückenauer Handwerker drang in die Wohnung der Witwe ein und demolierte die Einrichtung. In ihrer Verzweiflung habe sich Flora Zeller in die Sinn gestürzt, wurde aber von Nachbarn gerettet, so ein Zeitzeuge. Im Januar 1939 erwarb die Stadt Brückenau von Flora Zeller ein Grundstück (zeitgleich mit dem Verkauf eines Grundstücks von Max Goldschmidt an die Stadt, vgl. gemeinsamer Kaufvertrag bzw. Notartermin am 16. Januar 1939). Am 10. Mai 1940 erstand ein ortsansässiger Sägewerksbesitzer das gesamte Grundstücksanwesen; den Kaufvertrag unterzeichnete Siegfried Strauß als Generalbevollmächtigter Flora Zellers, die sich zu diesem Zeitpunkt vermutlich schon im jüdischen Krankenhaus Würzburg („Judenhaus“ in der Dürerstraße) aufhielt, wo sie am 24. Juni 1940 verstarb. Sie wurde auf dem jüdischen Friedhof Heidingsfeld beigesetzt. Am 28. Juni 1940 meldete Lothar Tannenwald, Vorstand der Synagogengemeinde Brückenau, das Ableben von Flora Zeller der Reichsvereinigung der Juden in Deutschland, Berlin-Charlottenburg / Kantstraße 158. |
|                                                | HIER WOHNTE DOROTHEA ZELLER GEB. OPPENHEIMER JG. 1890 DEPORTIERT 1941 KOWNO FORT IX ERMORDET 25.11.1941                                                 | Ludwigstraße 24 (Standort)                      | Dorothea Zeller ist die Tochter von Maier Oppenheimer (1854–1918) und seiner Ehefrau Gitta, geb. Goldschmidt (1858–1942). Dorothea Dora wurde am 22. September 1890 in Langsdorf bei Gießen geboren. Sie hatte drei Geschwister: Joseph (1885–1938), Johanna (1887–1942) und Frieda (1889–1928). Am 18. April 1914 heiratete sie Max Zeller; die Hochzeit fand in Langsdorf statt. Am 25. Juni 1927 brachte Dora die gemeinsame Tochter Reni in Schlüchtern zur Welt. Die Familie lebte in Brückenau in der Ludwigstraße 24, in einem Haus am Marktplatz. Die Wohnung befand sich in den Stockwerken über den Geschäftsräumen der „Gebrüder Zeller“ – einem Textilhandel und Bankgeschäft, das Max gemeinsam mit seinem Bruder Michael betrieb. Auf dem kleinen Balkon zur Brunnengasse hinaus wurde, wie ein Zeitzeuge erzählte, im Herbst die Sukka (deutsch: Laubhütte) während des siebentägigen Laubhüttenfestes installiert. Seit 1923 lebte auch die verwitwete Mutter Gitta Oppenheimer mit im Haus. Die nationalsozialistische Terrorherrschaft brachte Ausgrenzung und Drangsalierung mit sich. Bereits im Frühjahr 1934 kam Max Zeller in sog. „Schutzhaft“. Trotzdem beschlossen Max und Familie einschließlich Doras Mutter, vorläufig nicht zu emigrieren. Nachdem das Wohn- und Geschäftshaus an zwei Brückenauer Bürger veräußert worden war, lebte die Familie übergangsweise bei Flora Zeller – der Witwe von Max‘ älterem Bruder Leopold – in Brückenau/Sinntor 6. Am 15. Juni 1937 erfolgte der Wegzug der Familie nach Frankfurt in die Obermainanlage 8. Hier wohnte auch Gitta Oppenheimer eine Zeitlang; später lebte sie in der Rechneigrabenstraße 18–20, einem Altersheim, von wo aus sie nach Theresienstadt deportiert und dort ermordet wurde. Im Oktober 1941 erbat Max von seinem in die USA ausgewanderten Bruder Michael dringend Geld für drei Kuba-Visa, wie ein Telegramm belegt. Max, Dora und Reni Zeller wurden am 22. November 1941 bei der dritten großen Deportation aus Frankfurt in den Osten verschleppt. Statt, wie ursprünglich angegeben, nach Riga fuhr der Zug nach Kowno (Kauen) Fort IX ins besetzte Litauen, was mit der Überfüllung des Ghettos in Riga begründet wurde. Am 25. November 1941 wurden alle aus Frankfurt Deportierten vom Einsatzkommando 3 der Einsatzgruppe A des Befehlshabers der Sicherheitspolizei und des SD im Fort IX außerhalb der Stadt erschossen. |
|                                                | HIER WOHNTE MAX ZELLER JG. 1883 DEPORTIERT 1941 KOWNO FORT IX ERMORDET 25.11.1941                                                                       | Ludwigstraße 24 (Standort)                      | Max Zeller, nach Angaben von Familienangehörigen eigentlich Moritz, wurde am 23. Mai 1883 in Züntersbach/Kreis Schlüchtern geboren. Seine Eltern sind Abraham Zeller (1850–1908) und Ehefrau Rosa, geb. Grünebaum (1855–1912), genannt Röschen (Therese). Max zog mit seinen Brüdern Leopold und Michael 1897 nach Brückenau, wo sie nach wenigen Jahren auch das Bürgerrecht erhielten. Zusammen mit seinem Bruder Michael betrieb Max einen Textilhandel und ein Bankgeschäft. Das Ladenlokal war in der Ludwigstraße 24; über einen Seiteneingang in der Brunnengasse gelangte man zum Bankgeschäft. In das öffentliche Leben Brückenaus war Max gut integriert. Seit 1902 war er beispielsweise Mitglied im Turnverein. Gemeinsam mit seinem Bruder beteiligte er sich wie zahlreiche andere Brückenauer auch an einer Aktiengesellschaft, die anstrebte, den Badebetrieb am neu gebohrten Siebener-Sprudel in Gang zu setzen. Am Ersten Weltkrieg nahm er als Infanterist teil (9. königlich-bayerisches Infanterieregiment). Max heiratete am 18. April 1914 Dorothea Dora Oppenheimer, geboren am 22. September 1890 in Langsdorf bei Gießen. Sie ist die Tochter von Maier Oppenheimer (1854–1918) und seiner Ehefrau Gitta, geb. Goldschmidt (1858–1942). Am 25. Juni 1927 kam Max' und Doras Tochter Reni in Schlüchtern zur Welt. Die Familie lebte in der Ludwigstraße 24 über den Geschäftsräumen der „Gebrüder Zeller“. Auf dem kleinen Balkon zur Brunnengasse hinaus wurde, wie ein Zeitzeuge erzählte, im Herbst die Sukka (deutsch: Laubhütte) während des siebentägigen Laubhüttenfestes installiert. Seit 1923 lebte auch die verwitwete Schwiegermutter Gitta Oppenheimer mit im Haus. Die nationalsozialistische Terrorherrschaft brachte Ausgrenzung und Drangsalierung mit sich. Bereits im Frühjahr 1934 kam Max Zeller in sog. „Schutzhaft“. Er wurde daraus am 9. Mai 1934 entlassen; offiziell wurde sie erst am 21. August 1934 durch die Bayerische Politische Polizei aufgehoben. Im Gegensatz zu Michael beschlossen Max und Familie einschließlich seiner Schwiegermutter, vorläufig nicht zu emigrieren. Nachdem das Wohn- und Geschäftshaus an zwei Brückenauer Bürger veräußert worden war, die das Textilgeschäft weiter betrieben, lebte die Familie übergangsweise bei Flora Zeller – der Witwe von Max‘ älterem Bruder Leopold – in Brückenau/Sinntor 6. Am 15. Juni 1937 erfolgte der Wegzug der Familie nach Frankfurt in die Obermainanlage 8. Von Juli bis November 1941 wurde Max Zeller als Zivilarbeiter bei der Firma „Jakob Astheimer Gartenausführung“, Schaumainkai 3, ausgebeutet. Im Oktober 1941 erbat er von Bruder Michael dringend Geld für drei Kuba-Visa, wie ein Telegramm belegt. Max, Dora und Reni Zeller wurden am 22. November 1941 bei der dritten großen Deportation aus Frankfurt in den Osten verschleppt. Statt, wie ursprünglich angegeben, nach Riga fuhr der Zug nach Kowno (Kauen) Fort IX ins besetzte Litauen, was mit der Überfüllung des Ghettos in Riga begründet wurde. Am 25. November 1941 wurden alle aus Frankfurt Deportierten vom Einsatzkommando 3 der Einsatzgruppe A des Befehlshabers der Sicherheitspolizei und des SD im Fort IX außerhalb der Stadt erschossen. Max hatte vier Brüder und drei Schwestern. Zumindest zwei seiner Geschwister wurden ebenfalls vom NS-Regime im Zuge der Shoah ermordet, beide 1942, Bertha Ehrenreich und ihr Ehemann in Riga sowie Matilde Leopold in Auschwitz. In die Emigration retten konnten sich Michael Zeller mit seiner Familie und Solomon Zeller, die alle in den Vereinigten Staaten überlebten und in den 1960er bzw. 1970er Jahren dort verstarben, sowie Isidor, der jüngste Bruder, der nach England flüchtete. |
|                                                | HIER WOHNTE RENI ZELLER JG. 1927 DEPORTIERT 1941 KOWNO FORT IX ERMORDET 25.11.1941                                                                      | Ludwigstraße 24 (Standort)                      | Reni Zeller wurde am 25. Juni 1927 in Schlüchtern geboren. Ihre Eltern sind Max Zeller (1883–1941) und Dora Zeller, geb. Oppenheimer (1890–1941). Die Familie lebte in einem Haus am Marktplatz in der Ludwigstraße; ihre Wohnung befand sich in den oberen Stockwerken. Auf dem kleinen Balkon zur Brunnengasse hinaus wurde, wie ein Zeitzeuge erzählte, im Herbst die Sukka (deutsch: Laubhütte) während des siebentägigen Laubhüttenfestes installiert. Im Erdgeschoss waren die Geschäftsräume der „Gebrüder Zeller“ – ein Textilhandel und eine Bank. Nachdem das Wohn- und Geschäftshaus an zwei Brückenauer Bürger veräußert worden war, lebte die Familie übergangsweise bei Flora Zeller, Renis Tante, in Brückenau/Sinntor 6, bevor sie nach Frankfurt/Main im Juni 1937 verzog. Reni Zeller und ihre Eltern wurden am 22. November 1941 aus Frankfurt am Main nach Kowno (Kauen) Fort IX/Litauen deportiert, wo sie am 25. November 1941 ermordet worden sind. Auch zahlreiche Verwandte – sowohl mütter- als auch väterlicherseits – wurden im Zuge der Shoah vom NS-Regime ermordet, beispielsweise ihre Großmutter, die 1942 im KZ Theresienstadt umkam. |

## Verlegungen
- 23. Februar 2018: Siegmund und Mathilde Stern (Alter Schlachthofweg 22); Berta Spier (Ludwigstraße 20); Klara und Lothar Tannenwald (Ludwigstraße 31); Max, Dora und Reni Zeller (Ludwigstraße 24)
- 4. Juli 2019: Hermine und Irma Kahn (Kissinger Straße 11); Ferdinand, Selma und Herbert David Fröhlich (Ludwigstraße 18); Karoline Tannenwald (Ludwigstraße 31); Josef und Sara Kaufmann (Wernarzer Straße 7)
- 19. Juli 2020: Theodor und Regina Vandewart (Buchwaldstraße 15); Bernhard Frank (Ludwigstraße 16); Paula Spier (Ludwigstraße 20), Max, Sybilla und Ludwig Goldschmidt (Unterhainstraße 25)
- 27. Oktober 2021: Julie Nordschild und Therese Wittekind (Schlossstraße 14 / Pflegeheim Schloss Römershag); Emilie Heimann, Siegfried Strauß, Hanna, Martha, Susi und Evelyn Strauß (Wernarzer Straße 8)
- 1. Juli 2022: Ricka und Ida Hecht (Müllersgasse 8); Flora Zeller (Sinntor 6); Nathan und Regine Goldschmidt (Unterhainstraße 19); Sara und Ricka Fröhlich (Unterhainstraße 16); Recha Heilbrunn (Ludwigstraße 16)
- 29. September 2023: Recha Stern (Alter Schlachthofweg 22); Gitta Oppenheimer (Ludwigstraße 24)
- 28. Juli 2024: Wilhelmine Binheim, Helene und Bernhard Königsberger, Martha und Ilse Schönfärber (Wernarzer Straße 7)

Am 18. Juli 2020 hielt Gunter Demnig einen Vortrag über das Stolperstein-Projekt in Bad Brückenau.
Das Franz-Miltenberger-Gymnasium übernahm die Patenschaft für den Stolperstein von Irma Kahn, einer ehemaligen Schülerin.
Bei der Verlegung am 19. Juli 2020 sprach als Ehrengast Josef Schuster, Präsident des Zentralrat der Juden in Deutschland.